# Llista d'asteroides (256001-257000)
Llista d'asteroides del 256.001 al 257.000, amb data de descoberta i descobridor. És un fragment de la llista d'asteroides completa. Als asteroides se'ls dona un número quan es confirma la seva òrbita, per tant apareixen llistats aproximadament segons la data de descobriment.

## 256001-256100
| Nom    | Designació provisional | Data de descobriment | Lloc de descobriment | Descobridor/s     |
| ------ | ---------------------- | -------------------- | -------------------- | ----------------- |
| 256001 | 2006 TY121             | 11 d'octubre de 2006 | Palomar              | NEAT              |
| 256002 | 2006 TZ123             | 2 d'octubre de 2006  | Mount Lemmon         | Mt. Lemmon Survey |
| 256003 | 2006 TK126             | 3 d'octubre de 2006  | Mount Lemmon         | Mt. Lemmon Survey |
| 256004 | 2006 UP                | 16 d'octubre de 2006 | Catalina             | CSS               |
| 256005 | 2006 UY6               | 16 d'octubre de 2006 | Catalina             | CSS               |
| 256006 | 2006 UV7               | 16 d'octubre de 2006 | Catalina             | CSS               |
| 256007 | 2006 UP8               | 16 d'octubre de 2006 | Catalina             | CSS               |
| 256008 | 2006 UW8               | 16 d'octubre de 2006 | Catalina             | CSS               |
| 256009 | 2006 UR9               | 16 d'octubre de 2006 | Catalina             | CSS               |
| 256010 | 2006 UA10              | 16 d'octubre de 2006 | Kitt Peak            | Spacewatch        |
| 256011 | 2006 UF10              | 17 d'octubre de 2006 | Catalina             | CSS               |
| 256012 | 2006 UL10              | 17 d'octubre de 2006 | Mount Lemmon         | Mt. Lemmon Survey |
| 256013 | 2006 US13              | 17 d'octubre de 2006 | Mount Lemmon         | Mt. Lemmon Survey |
| 256014 | 2006 UC16              | 17 d'octubre de 2006 | Mount Lemmon         | Mt. Lemmon Survey |
| 256015 | 2006 UG23              | 16 d'octubre de 2006 | Kitt Peak            | Spacewatch        |
| 256016 | 2006 UY23              | 16 d'octubre de 2006 | Kitt Peak            | Spacewatch        |
| 256017 | 2006 UF24              | 16 d'octubre de 2006 | Kitt Peak            | Spacewatch        |
| 256018 | 2006 UE26              | 16 d'octubre de 2006 | Kitt Peak            | Spacewatch        |
| 256019 | 2006 UG26              | 16 d'octubre de 2006 | Kitt Peak            | Spacewatch        |
| 256020 | 2006 UB28              | 16 d'octubre de 2006 | Kitt Peak            | Spacewatch        |
| 256021 | 2006 UO29              | 16 d'octubre de 2006 | Kitt Peak            | Spacewatch        |
| 256022 | 2006 US29              | 16 d'octubre de 2006 | Kitt Peak            | Spacewatch        |
| 256023 | 2006 UF32              | 16 d'octubre de 2006 | Kitt Peak            | Spacewatch        |
| 256024 | 2006 UZ33              | 16 d'octubre de 2006 | Kitt Peak            | Spacewatch        |
| 256025 | 2006 UJ36              | 16 d'octubre de 2006 | Catalina             | CSS               |
| 256026 | 2006 UQ37              | 16 d'octubre de 2006 | Kitt Peak            | Spacewatch        |
| 256027 | 2006 UF38              | 16 d'octubre de 2006 | Kitt Peak            | Spacewatch        |
| 256028 | 2006 UQ39              | 16 d'octubre de 2006 | Kitt Peak            | Spacewatch        |
| 256029 | 2006 UU40              | 16 d'octubre de 2006 | Kitt Peak            | Spacewatch        |
| 256030 | 2006 UA41              | 16 d'octubre de 2006 | Kitt Peak            | Spacewatch        |
| 256031 | 2006 UH42              | 16 d'octubre de 2006 | Kitt Peak            | Spacewatch        |
| 256032 | 2006 UK45              | 16 d'octubre de 2006 | Kitt Peak            | Spacewatch        |
| 256033 | 2006 UJ47              | 16 d'octubre de 2006 | Bergisch Gladbac     | W. Bickel         |
| 256034 | 2006 UM53              | 17 d'octubre de 2006 | Mount Lemmon         | Mt. Lemmon Survey |
| 256035 | 2006 UQ62              | 19 d'octubre de 2006 | Goodricke-Pigott     | R. A. Tucker      |
| 256036 | 2006 UX65              | 16 d'octubre de 2006 | Catalina             | CSS               |
| 256037 | 2006 UF68              | 16 d'octubre de 2006 | Catalina             | CSS               |
| 256038 | 2006 UC70              | 16 d'octubre de 2006 | Catalina             | CSS               |
| 256039 | 2006 UO79              | 17 d'octubre de 2006 | Kitt Peak            | Spacewatch        |
| 256040 | 2006 UM81              | 17 d'octubre de 2006 | Kitt Peak            | Spacewatch        |
| 256041 | 2006 UX81              | 17 d'octubre de 2006 | Mount Lemmon         | Mt. Lemmon Survey |
| 256042 | 2006 UR82              | 17 d'octubre de 2006 | Kitt Peak            | Spacewatch        |
| 256043 | 2006 UT82              | 17 d'octubre de 2006 | Kitt Peak            | Spacewatch        |
| 256044 | 2006 UU87              | 17 d'octubre de 2006 | Mount Lemmon         | Mt. Lemmon Survey |
| 256045 | 2006 UQ88              | 17 d'octubre de 2006 | Kitt Peak            | Spacewatch        |
| 256046 | 2006 UY89              | 17 d'octubre de 2006 | Kitt Peak            | Spacewatch        |
| 256047 | 2006 UH91              | 17 d'octubre de 2006 | Kitt Peak            | Spacewatch        |
| 256048 | 2006 UJ92              | 18 d'octubre de 2006 | Kitt Peak            | Spacewatch        |
| 256049 | 2006 UP99              | 18 d'octubre de 2006 | Kitt Peak            | Spacewatch        |
| 256050 | 2006 UV102             | 18 d'octubre de 2006 | Kitt Peak            | Spacewatch        |
| 256051 | 2006 UY104             | 18 d'octubre de 2006 | Kitt Peak            | Spacewatch        |
| 256052 | 2006 UH120             | 19 d'octubre de 2006 | Kitt Peak            | Spacewatch        |
| 256053 | 2006 UR120             | 19 d'octubre de 2006 | Kitt Peak            | Spacewatch        |
| 256054 | 2006 UX120             | 19 d'octubre de 2006 | Kitt Peak            | Spacewatch        |
| 256055 | 2006 UR121             | 19 d'octubre de 2006 | Kitt Peak            | Spacewatch        |
| 256056 | 2006 UL123             | 19 d'octubre de 2006 | Kitt Peak            | Spacewatch        |
| 256057 | 2006 UT126             | 19 d'octubre de 2006 | Kitt Peak            | Spacewatch        |
| 256058 | 2006 UA132             | 19 d'octubre de 2006 | Catalina             | CSS               |
| 256059 | 2006 UB133             | 19 d'octubre de 2006 | Kitt Peak            | Spacewatch        |
| 256060 | 2006 UY134             | 19 d'octubre de 2006 | Palomar              | NEAT              |
| 256061 | 2006 UX135             | 19 d'octubre de 2006 | Kitt Peak            | Spacewatch        |
| 256062 | 2006 UR136             | 19 d'octubre de 2006 | Mount Lemmon         | Mt. Lemmon Survey |
| 256063 | 2006 UY140             | 19 d'octubre de 2006 | Kitt Peak            | Spacewatch        |
| 256064 | 2006 UW142             | 19 d'octubre de 2006 | Kitt Peak            | Spacewatch        |
| 256065 | 2006 UH144             | 19 d'octubre de 2006 | Catalina             | CSS               |
| 256066 | 2006 UD146             | 20 d'octubre de 2006 | Mount Lemmon         | Mt. Lemmon Survey |
| 256067 | 2006 UF158             | 21 d'octubre de 2006 | Mount Lemmon         | Mt. Lemmon Survey |
| 256068 | 2006 UB172             | 21 d'octubre de 2006 | Mount Lemmon         | Mt. Lemmon Survey |
| 256069 | 2006 UV175             | 16 d'octubre de 2006 | Catalina             | CSS               |
| 256070 | 2006 UB176             | 16 d'octubre de 2006 | Catalina             | CSS               |
| 256071 | 2006 UN178             | 16 d'octubre de 2006 | Catalina             | CSS               |
| 256072 | 2006 UQ179             | 16 d'octubre de 2006 | Catalina             | CSS               |
| 256073 | 2006 UF181             | 16 d'octubre de 2006 | Catalina             | CSS               |
| 256074 | 2006 UD182             | 16 d'octubre de 2006 | Catalina             | CSS               |
| 256075 | 2006 UE186             | 17 d'octubre de 2006 | Catalina             | CSS               |
| 256076 | 2006 UF190             | 19 d'octubre de 2006 | Catalina             | CSS               |
| 256077 | 2006 UU191             | 19 d'octubre de 2006 | Catalina             | CSS               |
| 256078 | 2006 UQ200             | 21 d'octubre de 2006 | Kitt Peak            | Spacewatch        |
| 256079 | 2006 UH201             | 21 d'octubre de 2006 | Kitt Peak            | Spacewatch        |
| 256080 | 2006 UL202             | 22 d'octubre de 2006 | Catalina             | CSS               |
| 256081 | 2006 UB203             | 22 d'octubre de 2006 | Palomar              | NEAT              |
| 256082 | 2006 UG203             | 22 d'octubre de 2006 | Palomar              | NEAT              |
| 256083 | 2006 UZ203             | 22 d'octubre de 2006 | Palomar              | NEAT              |
| 256084 | 2006 UR205             | 23 d'octubre de 2006 | Kitt Peak            | Spacewatch        |
| 256085 | 2006 UK207             | 23 d'octubre de 2006 | Socorro              | LINEAR            |
| 256086 | 2006 UX207             | 23 d'octubre de 2006 | Kitt Peak            | Spacewatch        |
| 256087 | 2006 UY207             | 23 d'octubre de 2006 | Kitt Peak            | Spacewatch        |
| 256088 | 2006 UJ213             | 23 d'octubre de 2006 | Kitt Peak            | Spacewatch        |
| 256089 | 2006 UD214             | 23 d'octubre de 2006 | Kitt Peak            | Spacewatch        |
| 256090 | 2006 UO216             | 17 d'octubre de 2006 | Mount Lemmon         | Mt. Lemmon Survey |
| 256091 | 2006 UH218             | 27 d'octubre de 2006 | Nyukasa              | Nyukasa           |
| 256092 | 2006 UE220             | 16 d'octubre de 2006 | Catalina             | CSS               |
| 256093 | 2006 UJ221             | 17 d'octubre de 2006 | Catalina             | CSS               |
| 256094 | 2006 UF229             | 20 d'octubre de 2006 | Palomar              | NEAT              |
| 256095 | 2006 UM229             | 20 d'octubre de 2006 | Palomar              | NEAT              |
| 256096 | 2006 UX234             | 22 d'octubre de 2006 | Mount Lemmon         | Mt. Lemmon Survey |
| 256097 | 2006 UK239             | 23 d'octubre de 2006 | Kitt Peak            | Spacewatch        |
| 256098 | 2006 UF244             | 27 d'octubre de 2006 | Mount Lemmon         | Mt. Lemmon Survey |
| 256099 | 2006 UG248             | 27 d'octubre de 2006 | Mount Lemmon         | Mt. Lemmon Survey |
| 256100 | 2006 UU254             | 27 d'octubre de 2006 | Mount Lemmon         | Mt. Lemmon Survey |

## 256101-256200
| Nom    | Designació provisional | Data de descobriment   | Lloc de descobriment | Descobridor/s        |
| ------ | ---------------------- | ---------------------- | -------------------- | -------------------- |
| 256101 | 2006 UT255             | 27 d'octubre de 2006   | Mount Lemmon         | Mt. Lemmon Survey    |
| 256102 | 2006 UW260             | 28 d'octubre de 2006   | Mount Lemmon         | Mt. Lemmon Survey    |
| 256103 | 2006 UX262             | 29 d'octubre de 2006   | Mount Lemmon         | Mt. Lemmon Survey    |
| 256104 | 2006 US265             | 27 d'octubre de 2006   | Catalina             | CSS                  |
| 256105 | 2006 UC266             | 27 d'octubre de 2006   | Catalina             | CSS                  |
| 256106 | 2006 UK271             | 27 d'octubre de 2006   | Mount Lemmon         | Mt. Lemmon Survey    |
| 256107 | 2006 UJ272             | 27 d'octubre de 2006   | Mount Lemmon         | Mt. Lemmon Survey    |
| 256108 | 2006 UX273             | 27 d'octubre de 2006   | Kitt Peak            | Spacewatch           |
| 256109 | 2006 UG281             | 28 d'octubre de 2006   | Mount Lemmon         | Mt. Lemmon Survey    |
| 256110 | 2006 UX282             | 28 d'octubre de 2006   | Kitt Peak            | Spacewatch           |
| 256111 | 2006 UE283             | 28 d'octubre de 2006   | Kitt Peak            | Spacewatch           |
| 256112 | 2006 UX285             | 28 d'octubre de 2006   | Kitt Peak            | Spacewatch           |
| 256113 | 2006 UH290             | 31 d'octubre de 2006   | Kitt Peak            | Spacewatch           |
| 256114 | 2006 UD291             | 22 d'octubre de 2006   | Siding Spring        | Siding Spring Survey |
| 256115 | 2006 UA295             | 19 d'octubre de 2006   | Kitt Peak            | M. W. Buie           |
| 256116 | 2006 UW297             | 19 d'octubre de 2006   | Kitt Peak            | M. W. Buie           |
| 256117 | 2006 UW327             | 20 d'octubre de 2006   | Kitt Peak            | Spacewatch           |
| 256118 | 2006 UQ328             | 19 d'octubre de 2006   | Catalina             | CSS                  |
| 256119 | 2006 UC329             | 21 d'octubre de 2006   | Kitt Peak            | Spacewatch           |
| 256120 | 2006 UM329             | 23 d'octubre de 2006   | Catalina             | CSS                  |
| 256121 | 2006 UM331             | 21 d'octubre de 2006   | Mount Lemmon         | Mt. Lemmon Survey    |
| 256122 | 2006 UK333             | 22 d'octubre de 2006   | Apache Point         | A. C. Becker         |
| 256123 | 2006 UZ334             | 21 d'octubre de 2006   | Kitt Peak            | Spacewatch           |
| 256124 | 2006 UK337             | 20 d'octubre de 2006   | Mount Lemmon         | Mt. Lemmon Survey    |
| 256125 | 2006 UR337             | 17 d'octubre de 2006   | Catalina             | CSS                  |
| 256126 | 2006 UW346             | 28 d'octubre de 2006   | Catalina             | CSS                  |
| 256127 | 2006 UX358             | 19 d'octubre de 2006   | Mount Lemmon         | Mt. Lemmon Survey    |
| 256128 | 2006 VD                | 1 de novembre de 2006  | Wrightwood           | J. W. Young          |
| 256129 | 2006 VS1               | 2 de novembre de 2006  | Mount Lemmon         | Mt. Lemmon Survey    |
| 256130 | 2006 VF3               | 9 de novembre de 2006  | Kitt Peak            | Spacewatch           |
| 256131 | 2006 VR5               | 10 de novembre de 2006 | Kitt Peak            | Spacewatch           |
| 256132 | 2006 VY6               | 10 de novembre de 2006 | Kitt Peak            | Spacewatch           |
| 256133 | 2006 VK7               | 10 de novembre de 2006 | Kitt Peak            | Spacewatch           |
| 256134 | 2006 VQ10              | 11 de novembre de 2006 | Catalina             | CSS                  |
| 256135 | 2006 VN12              | 11 de novembre de 2006 | Kitt Peak            | Spacewatch           |
| 256136 | 2006 VU12              | 11 de novembre de 2006 | Goodricke-Pigott     | R. A. Tucker         |
| 256137 | 2006 VZ12              | 1 de novembre de 2006  | Catalina             | CSS                  |
| 256138 | 2006 VQ15              | 9 de novembre de 2006  | Kitt Peak            | Spacewatch           |
| 256139 | 2006 VJ19              | 9 de novembre de 2006  | Kitt Peak            | Spacewatch           |
| 256140 | 2006 VL19              | 9 de novembre de 2006  | Kitt Peak            | Spacewatch           |
| 256141 | 2006 VF20              | 9 de novembre de 2006  | Kitt Peak            | Spacewatch           |
| 256142 | 2006 VM22              | 10 de novembre de 2006 | Kitt Peak            | Spacewatch           |
| 256143 | 2006 VA25              | 10 de novembre de 2006 | Kitt Peak            | Spacewatch           |
| 256144 | 2006 VD26              | 10 de novembre de 2006 | Kitt Peak            | Spacewatch           |
| 256145 | 2006 VF30              | 10 de novembre de 2006 | Kitt Peak            | Spacewatch           |
| 256146 | 2006 VM30              | 10 de novembre de 2006 | Kitt Peak            | Spacewatch           |
| 256147 | 2006 VQ31              | 11 de novembre de 2006 | Kitt Peak            | Spacewatch           |
| 256148 | 2006 VW31              | 11 de novembre de 2006 | Kitt Peak            | Spacewatch           |
| 256149 | 2006 VU33              | 11 de novembre de 2006 | Mount Lemmon         | Mt. Lemmon Survey    |
| 256150 | 2006 VE34              | 11 de novembre de 2006 | Catalina             | CSS                  |
| 256151 | 2006 VH34              | 11 de novembre de 2006 | Catalina             | CSS                  |
| 256152 | 2006 VU36              | 11 de novembre de 2006 | Catalina             | CSS                  |
| 256153 | 2006 VA42              | 12 de novembre de 2006 | Mount Lemmon         | Mt. Lemmon Survey    |
| 256154 | 2006 VU43              | 13 de novembre de 2006 | Kitt Peak            | Spacewatch           |
| 256155 | 2006 VO44              | 15 de novembre de 2006 | Socorro              | LINEAR               |
| 256156 | 2006 VJ48              | 10 de novembre de 2006 | Kitt Peak            | Spacewatch           |
| 256157 | 2006 VX48              | 10 de novembre de 2006 | Kitt Peak            | Spacewatch           |
| 256158 | 2006 VO49              | 10 de novembre de 2006 | Kitt Peak            | Spacewatch           |
| 256159 | 2006 VF50              | 10 de novembre de 2006 | Kitt Peak            | Spacewatch           |
| 256160 | 2006 VZ50              | 10 de novembre de 2006 | Kitt Peak            | Spacewatch           |
| 256161 | 2006 VN52              | 11 de novembre de 2006 | Kitt Peak            | Spacewatch           |
| 256162 | 2006 VD53              | 11 de novembre de 2006 | Kitt Peak            | Spacewatch           |
| 256163 | 2006 VL53              | 11 de novembre de 2006 | Kitt Peak            | Spacewatch           |
| 256164 | 2006 VP53              | 11 de novembre de 2006 | Kitt Peak            | Spacewatch           |
| 256165 | 2006 VW54              | 11 de novembre de 2006 | Kitt Peak            | Spacewatch           |
| 256166 | 2006 VG55              | 11 de novembre de 2006 | Kitt Peak            | Spacewatch           |
| 256167 | 2006 VK55              | 11 de novembre de 2006 | Kitt Peak            | Spacewatch           |
| 256168 | 2006 VX55              | 11 de novembre de 2006 | Kitt Peak            | Spacewatch           |
| 256169 | 2006 VB56              | 11 de novembre de 2006 | Kitt Peak            | Spacewatch           |
| 256170 | 2006 VO61              | 11 de novembre de 2006 | Kitt Peak            | Spacewatch           |
| 256171 | 2006 VT63              | 11 de novembre de 2006 | Kitt Peak            | Spacewatch           |
| 256172 | 2006 VD64              | 11 de novembre de 2006 | Kitt Peak            | Spacewatch           |
| 256173 | 2006 VM65              | 11 de novembre de 2006 | Kitt Peak            | Spacewatch           |
| 256174 | 2006 VS67              | 11 de novembre de 2006 | Kitt Peak            | Spacewatch           |
| 256175 | 2006 VZ67              | 11 de novembre de 2006 | Kitt Peak            | Spacewatch           |
| 256176 | 2006 VG68              | 11 de novembre de 2006 | Kitt Peak            | Spacewatch           |
| 256177 | 2006 VP68              | 11 de novembre de 2006 | Catalina             | CSS                  |
| 256178 | 2006 VD69              | 11 de novembre de 2006 | Catalina             | CSS                  |
| 256179 | 2006 VY69              | 11 de novembre de 2006 | Kitt Peak            | Spacewatch           |
| 256180 | 2006 VT71              | 11 de novembre de 2006 | Mount Lemmon         | Mt. Lemmon Survey    |
| 256181 | 2006 VM73              | 11 de novembre de 2006 | Mount Lemmon         | Mt. Lemmon Survey    |
| 256182 | 2006 VW73              | 11 de novembre de 2006 | Mount Lemmon         | Mt. Lemmon Survey    |
| 256183 | 2006 VE74              | 11 de novembre de 2006 | Kitt Peak            | Spacewatch           |
| 256184 | 2006 VC75              | 11 de novembre de 2006 | Mount Lemmon         | Mt. Lemmon Survey    |
| 256185 | 2006 VS75              | 11 de novembre de 2006 | Kitt Peak            | Spacewatch           |
| 256186 | 2006 VQ77              | 12 de novembre de 2006 | Mount Lemmon         | Mt. Lemmon Survey    |
| 256187 | 2006 VH78              | 12 de novembre de 2006 | Mount Lemmon         | Mt. Lemmon Survey    |
| 256188 | 2006 VO79              | 12 de novembre de 2006 | Mount Lemmon         | Mt. Lemmon Survey    |
| 256189 | 2006 VD80              | 12 de novembre de 2006 | Mount Lemmon         | Mt. Lemmon Survey    |
| 256190 | 2006 VC84              | 13 de novembre de 2006 | Mount Lemmon         | Mt. Lemmon Survey    |
| 256191 | 2006 VX84              | 13 de novembre de 2006 | Mount Lemmon         | Mt. Lemmon Survey    |
| 256192 | 2006 VU85              | 14 de novembre de 2006 | Kitt Peak            | Spacewatch           |
| 256193 | 2006 VP87              | 14 de novembre de 2006 | Catalina             | CSS                  |
| 256194 | 2006 VD88              | 14 de novembre de 2006 | Mount Lemmon         | Mt. Lemmon Survey    |
| 256195 | 2006 VY88              | 14 de novembre de 2006 | Socorro              | LINEAR               |
| 256196 | 2006 VG89              | 14 de novembre de 2006 | Socorro              | LINEAR               |
| 256197 | 2006 VH89              | 14 de novembre de 2006 | Socorro              | LINEAR               |
| 256198 | 2006 VA90              | 14 de novembre de 2006 | Kitt Peak            | Spacewatch           |
| 256199 | 2006 VD90              | 14 de novembre de 2006 | Socorro              | LINEAR               |
| 256200 | 2006 VY92              | 15 de novembre de 2006 | Mount Lemmon         | Mt. Lemmon Survey    |

## 256201-256300
| Nom    | Designació provisional | Data de descobriment   | Lloc de descobriment | Descobridor/s         |
| ------ | ---------------------- | ---------------------- | -------------------- | --------------------- |
| 256201 | 2006 VW93              | 15 de novembre de 2006 | Mount Lemmon         | Mt. Lemmon Survey     |
| 256202 | 2006 VV94              | 15 de novembre de 2006 | Mount Lemmon         | Mt. Lemmon Survey     |
| 256203 | 2006 VW94              | 15 de novembre de 2006 | Mount Lemmon         | Mt. Lemmon Survey     |
| 256204 | 2006 VY94              | 15 de novembre de 2006 | Kitt Peak            | Spacewatch            |
| 256205 | 2006 VB96              | 10 de novembre de 2006 | Kitt Peak            | Spacewatch            |
| 256206 | 2006 VV96              | 10 de novembre de 2006 | Kitt Peak            | Spacewatch            |
| 256207 | 2006 VD103             | 12 de novembre de 2006 | Mount Lemmon         | Mt. Lemmon Survey     |
| 256208 | 2006 VG103             | 12 de novembre de 2006 | Lulin                | H.-C. Lin, Q.-z. Ye   |
| 256209 | 2006 VW103             | 12 de novembre de 2006 | Lulin                | H.-C. Lin, Q.-z. Ye   |
| 256210 | 2006 VN111             | 13 de novembre de 2006 | Kitt Peak            | Spacewatch            |
| 256211 | 2006 VR111             | 13 de novembre de 2006 | Kitt Peak            | Spacewatch            |
| 256212 | 2006 VG112             | 13 de novembre de 2006 | Catalina             | CSS                   |
| 256213 | 2006 VS113             | 13 de novembre de 2006 | Mount Lemmon         | Mt. Lemmon Survey     |
| 256214 | 2006 VD117             | 14 de novembre de 2006 | Kitt Peak            | Spacewatch            |
| 256215 | 2006 VH117             | 14 de novembre de 2006 | Kitt Peak            | Spacewatch            |
| 256216 | 2006 VD122             | 14 de novembre de 2006 | Socorro              | LINEAR                |
| 256217 | 2006 VF123             | 14 de novembre de 2006 | Kitt Peak            | Spacewatch            |
| 256218 | 2006 VN123             | 14 de novembre de 2006 | Socorro              | LINEAR                |
| 256219 | 2006 VW124             | 14 de novembre de 2006 | Kitt Peak            | Spacewatch            |
| 256220 | 2006 VB129             | 15 de novembre de 2006 | Kitt Peak            | Spacewatch            |
| 256221 | 2006 VB132             | 15 de novembre de 2006 | Kitt Peak            | Spacewatch            |
| 256222 | 2006 VE134             | 15 de novembre de 2006 | Mount Lemmon         | Mt. Lemmon Survey     |
| 256223 | 2006 VV139             | 15 de novembre de 2006 | Kitt Peak            | Spacewatch            |
| 256224 | 2006 VV140             | 15 de novembre de 2006 | Kitt Peak            | Spacewatch            |
| 256225 | 2006 VY144             | 15 de novembre de 2006 | Catalina             | CSS                   |
| 256226 | 2006 VS146             | 15 de novembre de 2006 | Kitt Peak            | Spacewatch            |
| 256227 | 2006 VU146             | 15 de novembre de 2006 | Mount Lemmon         | Mt. Lemmon Survey     |
| 256228 | 2006 VY146             | 15 de novembre de 2006 | Mount Lemmon         | Mt. Lemmon Survey     |
| 256229 | 2006 VC148             | 15 de novembre de 2006 | Catalina             | CSS                   |
| 256230 | 2006 VO149             | 2 de novembre de 2006  | Catalina             | CSS                   |
| 256231 | 2006 VG151             | 9 de novembre de 2006  | Palomar              | NEAT                  |
| 256232 | 2006 VV151             | 9 de novembre de 2006  | Palomar              | NEAT                  |
| 256233 | 2006 VA152             | 9 de novembre de 2006  | Palomar              | NEAT                  |
| 256234 | 2006 VD152             | 9 de novembre de 2006  | Palomar              | NEAT                  |
| 256235 | 2006 VH153             | 8 de novembre de 2006  | Palomar              | NEAT                  |
| 256236 | 2006 VK154             | 8 de novembre de 2006  | Palomar              | NEAT                  |
| 256237 | 2006 VM172             | 12 de novembre de 2006 | Catalina             | CSS                   |
| 256238 | 2006 WD                | 16 de novembre de 2006 | 7300                 | W. K. Y. Yeung        |
| 256239 | 2006 WC5               | 16 de novembre de 2006 | Kitt Peak            | Spacewatch            |
| 256240 | 2006 WK13              | 16 de novembre de 2006 | Mount Lemmon         | Mt. Lemmon Survey     |
| 256241 | 2006 WN13              | 16 de novembre de 2006 | Mount Lemmon         | Mt. Lemmon Survey     |
| 256242 | 2006 WR13              | 16 de novembre de 2006 | Mount Lemmon         | Mt. Lemmon Survey     |
| 256243 | 2006 WG15              | 16 de novembre de 2006 | Lulin                | M.-T. Chang, Q.-z. Ye |
| 256244 | 2006 WM16              | 17 de novembre de 2006 | Kitt Peak            | Spacewatch            |
| 256245 | 2006 WW23              | 17 de novembre de 2006 | Mount Lemmon         | Mt. Lemmon Survey     |
| 256246 | 2006 WM24              | 17 de novembre de 2006 | Mount Lemmon         | Mt. Lemmon Survey     |
| 256247 | 2006 WS26              | 18 de novembre de 2006 | Socorro              | LINEAR                |
| 256248 | 2006 WD27              | 18 de novembre de 2006 | Kitt Peak            | Spacewatch            |
| 256249 | 2006 WC28              | 22 de novembre de 2006 | 7300                 | W. K. Y. Yeung        |
| 256250 | 2006 WE28              | 22 de novembre de 2006 | 7300                 | W. K. Y. Yeung        |
| 256251 | 2006 WF28              | 22 de novembre de 2006 | 7300                 | W. K. Y. Yeung        |
| 256252 | 2006 WC29              | 19 de novembre de 2006 | Kitt Peak            | Spacewatch            |
| 256253 | 2006 WE36              | 16 de novembre de 2006 | Kitt Peak            | Spacewatch            |
| 256254 | 2006 WO40              | 16 de novembre de 2006 | Kitt Peak            | Spacewatch            |
| 256255 | 2006 WR44              | 16 de novembre de 2006 | Kitt Peak            | Spacewatch            |
| 256256 | 2006 WV48              | 16 de novembre de 2006 | Mount Lemmon         | Mt. Lemmon Survey     |
| 256257 | 2006 WA49              | 16 de novembre de 2006 | Mount Lemmon         | Mt. Lemmon Survey     |
| 256258 | 2006 WB51              | 16 de novembre de 2006 | Kitt Peak            | Spacewatch            |
| 256259 | 2006 WL52              | 16 de novembre de 2006 | Kitt Peak            | Spacewatch            |
| 256260 | 2006 WH54              | 16 de novembre de 2006 | Kitt Peak            | Spacewatch            |
| 256261 | 2006 WN55              | 16 de novembre de 2006 | Kitt Peak            | Spacewatch            |
| 256262 | 2006 WS63              | 17 de novembre de 2006 | Mount Lemmon         | Mt. Lemmon Survey     |
| 256263 | 2006 WH66              | 17 de novembre de 2006 | Mount Lemmon         | Mt. Lemmon Survey     |
| 256264 | 2006 WW70              | 18 de novembre de 2006 | Kitt Peak            | Spacewatch            |
| 256265 | 2006 WA74              | 18 de novembre de 2006 | Kitt Peak            | Spacewatch            |
| 256266 | 2006 WG76              | 18 de novembre de 2006 | Kitt Peak            | Spacewatch            |
| 256267 | 2006 WJ76              | 18 de novembre de 2006 | Kitt Peak            | Spacewatch            |
| 256268 | 2006 WP80              | 18 de novembre de 2006 | Kitt Peak            | Spacewatch            |
| 256269 | 2006 WE81              | 18 de novembre de 2006 | Kitt Peak            | Spacewatch            |
| 256270 | 2006 WV82              | 18 de novembre de 2006 | Kitt Peak            | Spacewatch            |
| 256271 | 2006 WL88              | 18 de novembre de 2006 | Mount Lemmon         | Mt. Lemmon Survey     |
| 256272 | 2006 WA90              | 18 de novembre de 2006 | Kitt Peak            | Spacewatch            |
| 256273 | 2006 WK90              | 18 de novembre de 2006 | Mount Lemmon         | Mt. Lemmon Survey     |
| 256274 | 2006 WE91              | 19 de novembre de 2006 | Kitt Peak            | Spacewatch            |
| 256275 | 2006 WZ94              | 19 de novembre de 2006 | Kitt Peak            | Spacewatch            |
| 256276 | 2006 WJ98              | 19 de novembre de 2006 | Kitt Peak            | Spacewatch            |
| 256277 | 2006 WV98              | 19 de novembre de 2006 | Kitt Peak            | Spacewatch            |
| 256278 | 2006 WH104             | 19 de novembre de 2006 | Kitt Peak            | Spacewatch            |
| 256279 | 2006 WQ104             | 19 de novembre de 2006 | Kitt Peak            | Spacewatch            |
| 256280 | 2006 WX104             | 19 de novembre de 2006 | Kitt Peak            | Spacewatch            |
| 256281 | 2006 WK105             | 19 de novembre de 2006 | Kitt Peak            | Spacewatch            |
| 256282 | 2006 WT105             | 19 de novembre de 2006 | Kitt Peak            | Spacewatch            |
| 256283 | 2006 WQ112             | 19 de novembre de 2006 | Kitt Peak            | Spacewatch            |
| 256284 | 2006 WJ115             | 20 de novembre de 2006 | Socorro              | LINEAR                |
| 256285 | 2006 WZ115             | 20 de novembre de 2006 | Socorro              | LINEAR                |
| 256286 | 2006 WC116             | 20 de novembre de 2006 | Socorro              | LINEAR                |
| 256287 | 2006 WN120             | 21 de novembre de 2006 | Socorro              | LINEAR                |
| 256288 | 2006 WE124             | 22 de novembre de 2006 | Mount Lemmon         | Mt. Lemmon Survey     |
| 256289 | 2006 WF127             | 22 de novembre de 2006 | Mount Lemmon         | Mt. Lemmon Survey     |
| 256290 | 2006 WL128             | 26 de novembre de 2006 | 7300                 | W. K. Y. Yeung        |
| 256291 | 2006 WZ129             | 26 de novembre de 2006 | Bergisch Gladbac     | W. Bickel             |
| 256292 | 2006 WF130             | 28 de novembre de 2006 | 7300                 | W. K. Y. Yeung        |
| 256293 | 2006 WY131             | 18 de novembre de 2006 | Kitt Peak            | Spacewatch            |
| 256294 | 2006 WL132             | 18 de novembre de 2006 | Kitt Peak            | Spacewatch            |
| 256295 | 2006 WS134             | 18 de novembre de 2006 | Mount Lemmon         | Mt. Lemmon Survey     |
| 256296 | 2006 WC135             | 18 de novembre de 2006 | Catalina             | CSS                   |
| 256297 | 2006 WE136             | 19 de novembre de 2006 | Kitt Peak            | Spacewatch            |
| 256298 | 2006 WU136             | 19 de novembre de 2006 | Socorro              | LINEAR                |
| 256299 | 2006 WJ139             | 19 de novembre de 2006 | Kitt Peak            | Spacewatch            |
| 256300 | 2006 WK140             | 19 de novembre de 2006 | 7300                 | W. K. Y. Yeung        |

## 256301-256400
| Nom           | Designació provisional | Data de descobriment   | Lloc de descobriment | Descobridor/s     |
| ------------- | ---------------------- | ---------------------- | -------------------- | ----------------- |
| 256301        | 2006 WF150             | 20 de novembre de 2006 | Kitt Peak            | Spacewatch        |
| 256302        | 2006 WQ166             | 23 de novembre de 2006 | Kitt Peak            | Spacewatch        |
| 256303        | 2006 WW173             | 23 de novembre de 2006 | Kitt Peak            | Spacewatch        |
| 256304        | 2006 WD176             | 23 de novembre de 2006 | Kitt Peak            | Spacewatch        |
| 256305        | 2006 WM178             | 23 de novembre de 2006 | Mount Lemmon         | Mt. Lemmon Survey |
| 256306        | 2006 WG184             | 25 de novembre de 2006 | Mount Lemmon         | Mt. Lemmon Survey |
| 256307        | 2006 WN185             | 16 de novembre de 2006 | Catalina             | CSS               |
| 256308        | 2006 WO185             | 16 de novembre de 2006 | Catalina             | CSS               |
| 256309        | 2006 WJ186             | 17 de novembre de 2006 | Palomar              | NEAT              |
| 256310        | 2006 WL186             | 17 de novembre de 2006 | Palomar              | NEAT              |
| 256311        | 2006 WR189             | 25 de novembre de 2006 | Mount Lemmon         | Mt. Lemmon Survey |
| 256312        | 2006 WU190             | 25 de novembre de 2006 | Kitt Peak            | Spacewatch        |
| 256313        | 2006 WW191             | 27 de novembre de 2006 | Catalina             | CSS               |
| 256314        | 2006 WE193             | 27 de novembre de 2006 | Kitt Peak            | Spacewatch        |
| 256315        | 2006 WS193             | 27 de novembre de 2006 | Mount Lemmon         | Mt. Lemmon Survey |
| 256316        | 2006 WX193             | 27 de novembre de 2006 | Kitt Peak            | Spacewatch        |
| 256317        | 2006 WA194             | 27 de novembre de 2006 | Kitt Peak            | Spacewatch        |
| 256318        | 2006 WA199             | 17 de novembre de 2006 | Kitt Peak            | Spacewatch        |
| 256319        | 2006 XB4               | 14 de desembre de 2006 | Cordell-Lorenz       | Cordell-Lorenz    |
| 256320        | 2006 XK5               | 5 de desembre de 2006  | Palomar              | NEAT              |
| 256321        | 2006 XL6               | 9 de desembre de 2006  | Palomar              | NEAT              |
| 256322        | 2006 XN6               | 9 de desembre de 2006  | Palomar              | NEAT              |
| 256323        | 2006 XQ7               | 9 de desembre de 2006  | Kitt Peak            | Spacewatch        |
| 256324        | 2006 XY11              | 10 de desembre de 2006 | Kitt Peak            | Spacewatch        |
| 256325        | 2006 XA18              | 10 de desembre de 2006 | Kitt Peak            | Spacewatch        |
| 256326        | 2006 XK18              | 10 de desembre de 2006 | Kitt Peak            | Spacewatch        |
| 256327        | 2006 XL18              | 10 de desembre de 2006 | Kitt Peak            | Spacewatch        |
| 256328        | 2006 XJ21              | 12 de desembre de 2006 | Socorro              | LINEAR            |
| 256329        | 2006 XD23              | 12 de desembre de 2006 | Kitt Peak            | Spacewatch        |
| 256330        | 2006 XF25              | 12 de desembre de 2006 | Mount Lemmon         | Mt. Lemmon Survey |
| 256331        | 2006 XV25              | 12 de desembre de 2006 | Catalina             | CSS               |
| 256332        | 2006 XN26              | 12 de desembre de 2006 | Catalina             | CSS               |
| 256333        | 2006 XM27              | 13 de desembre de 2006 | Kitt Peak            | Spacewatch        |
| 256334        | 2006 XP27              | 13 de desembre de 2006 | Kitt Peak            | Spacewatch        |
| 256335        | 2006 XQ27              | 13 de desembre de 2006 | Kitt Peak            | Spacewatch        |
| 256336        | 2006 XS27              | 13 de desembre de 2006 | Kitt Peak            | Spacewatch        |
| 256337        | 2006 XS28              | 13 de desembre de 2006 | Catalina             | CSS               |
| 256338        | 2006 XR29              | 13 de desembre de 2006 | Mount Lemmon         | Mt. Lemmon Survey |
| 256339        | 2006 XM30              | 13 de desembre de 2006 | Mount Lemmon         | Mt. Lemmon Survey |
| 256340        | 2006 XP30              | 13 de desembre de 2006 | Kitt Peak            | Spacewatch        |
| 256341        | 2006 XO31              | 10 de desembre de 2006 | Pla D'Arguines       | R. Ferrando       |
| 256342        | 2006 XE34              | 11 de desembre de 2006 | Kitt Peak            | Spacewatch        |
| 256343        | 2006 XA36              | 11 de desembre de 2006 | Catalina             | CSS               |
| 256344        | 2006 XC37              | 11 de desembre de 2006 | Kitt Peak            | Spacewatch        |
| 256345        | 2006 XG39              | 11 de desembre de 2006 | Kitt Peak            | Spacewatch        |
| 256346        | 2006 XP40              | 12 de desembre de 2006 | Kitt Peak            | Spacewatch        |
| 256347        | 2006 XT42              | 12 de desembre de 2006 | Mount Lemmon         | Mt. Lemmon Survey |
| 256348        | 2006 XW42              | 12 de desembre de 2006 | Mount Lemmon         | Mt. Lemmon Survey |
| 256349        | 2006 XF43              | 12 de desembre de 2006 | Mount Lemmon         | Mt. Lemmon Survey |
| 256350        | 2006 XX45              | 13 de desembre de 2006 | Catalina             | CSS               |
| 256351        | 2006 XT47              | 13 de desembre de 2006 | Kitt Peak            | Spacewatch        |
| 256352        | 2006 XB48              | 13 de desembre de 2006 | Socorro              | LINEAR            |
| 256353        | 2006 XG54              | 15 de desembre de 2006 | Socorro              | LINEAR            |
| 256354        | 2006 XG55              | 15 de desembre de 2006 | Catalina             | CSS               |
| 256355        | 2006 XW55              | 11 de desembre de 2006 | Socorro              | LINEAR            |
| 256356        | 2006 XZ56              | 13 de desembre de 2006 | Catalina             | CSS               |
| 256357        | 2006 XH57              | 14 de desembre de 2006 | Catalina             | CSS               |
| 256358        | 2006 XR57              | 14 de desembre de 2006 | Mount Lemmon         | Mt. Lemmon Survey |
| 256359        | 2006 XR58              | 14 de desembre de 2006 | Kitt Peak            | Spacewatch        |
| 256360        | 2006 XG59              | 14 de desembre de 2006 | Kitt Peak            | Spacewatch        |
| 256361        | 2006 XN59              | 14 de desembre de 2006 | Kitt Peak            | Spacewatch        |
| 256362        | 2006 XE64              | 12 de desembre de 2006 | Palomar              | NEAT              |
| 256363        | 2006 XL64              | 12 de desembre de 2006 | Socorro              | LINEAR            |
| 256364        | 2006 XW64              | 12 de desembre de 2006 | Palomar              | NEAT              |
| 256365        | 2006 XX64              | 12 de desembre de 2006 | Palomar              | NEAT              |
| 256366        | 2006 XF66              | 12 de desembre de 2006 | Palomar              | NEAT              |
| 256367        | 2006 XH67              | 14 de desembre de 2006 | Palomar              | NEAT              |
| 256368        | 2006 YV2               | 22 de desembre de 2006 | 7300                 | W. K. Y. Yeung    |
| 256369 Vilain | 2006 YB3               | 20 de desembre de 2006 | Saint-Sulpice        | B. Christophe     |
| 256370        | 2006 YS3               | 16 de desembre de 2006 | Socorro              | LINEAR            |
| 256371        | 2006 YA5               | 17 de desembre de 2006 | Mount Lemmon         | Mt. Lemmon Survey |
| 256372        | 2006 YV9               | 21 de desembre de 2006 | Kitt Peak            | Spacewatch        |
| 256373        | 2006 YD10              | 21 de desembre de 2006 | Mount Lemmon         | Mt. Lemmon Survey |
| 256374        | 2006 YZ13              | 22 de desembre de 2006 | Saint-Sulpice        | B. Christophe     |
| 256375        | 2006 YW14              | 24 de desembre de 2006 | Kanab                | E. Sheridan       |
| 256376        | 2006 YM16              | 21 de desembre de 2006 | Anderson Mesa        | LONEOS            |
| 256377        | 2006 YZ16              | 21 de desembre de 2006 | Mount Lemmon         | Mt. Lemmon Survey |
| 256378        | 2006 YG18              | 22 de desembre de 2006 | Socorro              | LINEAR            |
| 256379        | 2006 YT18              | 23 de desembre de 2006 | Mount Lemmon         | Mt. Lemmon Survey |
| 256380        | 2006 YW25              | 21 de desembre de 2006 | Kitt Peak            | Spacewatch        |
| 256381        | 2006 YH26              | 21 de desembre de 2006 | Kitt Peak            | Spacewatch        |
| 256382        | 2006 YR26              | 21 de desembre de 2006 | Kitt Peak            | Spacewatch        |
| 256383        | 2006 YF34              | 21 de desembre de 2006 | Kitt Peak            | Spacewatch        |
| 256384        | 2006 YS35              | 21 de desembre de 2006 | Kitt Peak            | Spacewatch        |
| 256385        | 2006 YS37              | 21 de desembre de 2006 | Kitt Peak            | Spacewatch        |
| 256386        | 2006 YZ37              | 21 de desembre de 2006 | Kitt Peak            | Spacewatch        |
| 256387        | 2006 YH39              | 22 de desembre de 2006 | Kitt Peak            | Spacewatch        |
| 256388        | 2006 YE42              | 22 de desembre de 2006 | Kitt Peak            | Spacewatch        |
| 256389        | 2006 YU43              | 25 de desembre de 2006 | Anderson Mesa        | LONEOS            |
| 256390        | 2006 YS44              | 26 de desembre de 2006 | Eskridge             | Eskridge          |
| 256391        | 2006 YA45              | 28 de desembre de 2006 | Marly                | P. Kocher         |
| 256392        | 2006 YB50              | 21 de desembre de 2006 | Kitt Peak            | M. W. Buie        |
| 256393        | 2006 YH51              | 24 de desembre de 2006 | Kitt Peak            | Spacewatch        |
| 256394        | 2006 YL51              | 27 de desembre de 2006 | Mount Lemmon         | Mt. Lemmon Survey |
| 256395        | 2006 YA55              | 21 de desembre de 2006 | Kitt Peak            | Spacewatch        |
| 256396        | 2007 AZ1               | 9 de gener de 2007     | Mayhill              | A. Lowe           |
| 256397        | 2007 AD5               | 8 de gener de 2007     | Mount Lemmon         | Mt. Lemmon Survey |
| 256398        | 2007 AT7               | 9 de gener de 2007     | Palomar              | NEAT              |
| 256399        | 2007 AU7               | 9 de gener de 2007     | Palomar              | NEAT              |
| 256400        | 2007 AS10              | 10 de gener de 2007    | Mount Lemmon         | Mt. Lemmon Survey |

## 256401-256500
| Nom    | Designació provisional | Data de descobriment | Lloc de descobriment | Descobridor/s     |
| ------ | ---------------------- | -------------------- | -------------------- | ----------------- |
| 256401 | 2007 AZ11              | 15 de gener de 2007  | Catalina             | CSS               |
| 256402 | 2007 AR15              | 10 de gener de 2007  | Mount Lemmon         | Mt. Lemmon Survey |
| 256403 | 2007 AJ16              | 10 de gener de 2007  | Mount Lemmon         | Mt. Lemmon Survey |
| 256404 | 2007 AY17              | 14 de gener de 2007  | Nyukasa              | Nyukasa           |
| 256405 | 2007 AJ18              | 9 de gener de 2007   | Catalina             | CSS               |
| 256406 | 2007 AP18              | 10 de gener de 2007  | Catalina             | CSS               |
| 256407 | 2007 AV18              | 10 de gener de 2007  | Socorro              | LINEAR            |
| 256408 | 2007 AW18              | 10 de gener de 2007  | Catalina             | CSS               |
| 256409 | 2007 AT22              | 10 de gener de 2007  | Catalina             | CSS               |
| 256410 | 2007 AX25              | 15 de gener de 2007  | Anderson Mesa        | LONEOS            |
| 256411 | 2007 AC28              | 10 de gener de 2007  | Mount Lemmon         | Mt. Lemmon Survey |
| 256412 | 2007 BT2               | 17 de gener de 2007  | Catalina             | CSS               |
| 256413 | 2007 BJ6               | 17 de gener de 2007  | Palomar              | NEAT              |
| 256414 | 2007 BG9               | 17 de gener de 2007  | Catalina             | CSS               |
| 256415 | 2007 BT9               | 17 de gener de 2007  | Kitt Peak            | Spacewatch        |
| 256416 | 2007 BV10              | 17 de gener de 2007  | Kitt Peak            | Spacewatch        |
| 256417 | 2007 BY14              | 17 de gener de 2007  | Kitt Peak            | Spacewatch        |
| 256418 | 2007 BE15              | 17 de gener de 2007  | Kitt Peak            | Spacewatch        |
| 256419 | 2007 BH21              | 24 de gener de 2007  | Socorro              | LINEAR            |
| 256420 | 2007 BJ22              | 24 de gener de 2007  | Socorro              | LINEAR            |
| 256421 | 2007 BE23              | 24 de gener de 2007  | Mount Lemmon         | Mt. Lemmon Survey |
| 256422 | 2007 BD34              | 24 de gener de 2007  | Mount Lemmon         | Mt. Lemmon Survey |
| 256423 | 2007 BW36              | 24 de gener de 2007  | Catalina             | CSS               |
| 256424 | 2007 BU44              | 25 de gener de 2007  | Catalina             | CSS               |
| 256425 | 2007 BY46              | 26 de gener de 2007  | Kitt Peak            | Spacewatch        |
| 256426 | 2007 BU49              | 25 de gener de 2007  | Catalina             | CSS               |
| 256427 | 2007 BY53              | 24 de gener de 2007  | Kitt Peak            | Spacewatch        |
| 256428 | 2007 BQ55              | 24 de gener de 2007  | Socorro              | LINEAR            |
| 256429 | 2007 BD61              | 27 de gener de 2007  | Mount Lemmon         | Mt. Lemmon Survey |
| 256430 | 2007 BG69              | 27 de gener de 2007  | Mount Lemmon         | Mt. Lemmon Survey |
| 256431 | 2007 BG73              | 29 de gener de 2007  | Cordell-Lorenz       | Cordell-Lorenz    |
| 256432 | 2007 BD74              | 17 de gener de 2007  | Kitt Peak            | Spacewatch        |
| 256433 | 2007 BS77              | 27 de gener de 2007  | Mount Lemmon         | Mt. Lemmon Survey |
| 256434 | 2007 CJ                | 5 de febrer de 2007  | Palomar              | NEAT              |
| 256435 | 2007 CH5               | 7 de febrer de 2007  | Mayhill              | A. Lowe           |
| 256436 | 2007 CS10              | 6 de febrer de 2007  | Mount Lemmon         | Mt. Lemmon Survey |
| 256437 | 2007 CA12              | 6 de febrer de 2007  | Kitt Peak            | Spacewatch        |
| 256438 | 2007 CM14              | 7 de febrer de 2007  | Mount Lemmon         | Mt. Lemmon Survey |
| 256439 | 2007 CN15              | 5 de febrer de 2007  | Palomar              | NEAT              |
| 256440 | 2007 CJ16              | 7 de febrer de 2007  | Kitt Peak            | Spacewatch        |
| 256441 | 2007 CD22              | 6 de febrer de 2007  | Mount Lemmon         | Mt. Lemmon Survey |
| 256442 | 2007 CJ22              | 6 de febrer de 2007  | Mount Lemmon         | Mt. Lemmon Survey |
| 256443 | 2007 CK28              | 6 de febrer de 2007  | Kitt Peak            | Spacewatch        |
| 256444 | 2007 CG29              | 6 de febrer de 2007  | Mount Lemmon         | Mt. Lemmon Survey |
| 256445 | 2007 CC36              | 6 de febrer de 2007  | Mount Lemmon         | Mt. Lemmon Survey |
| 256446 | 2007 CM41              | 7 de febrer de 2007  | Kitt Peak            | Spacewatch        |
| 256447 | 2007 CQ41              | 7 de febrer de 2007  | Kitt Peak            | Spacewatch        |
| 256448 | 2007 CR41              | 7 de febrer de 2007  | Kitt Peak            | Spacewatch        |
| 256449 | 2007 CC43              | 7 de febrer de 2007  | Mount Lemmon         | Mt. Lemmon Survey |
| 256450 | 2007 CV44              | 8 de febrer de 2007  | Palomar              | NEAT              |
| 256451 | 2007 CQ46              | 8 de febrer de 2007  | Palomar              | NEAT              |
| 256452 | 2007 CN47              | 9 de febrer de 2007  | Altschwendt          | W. Ries           |
| 256453 | 2007 CD49              | 10 de febrer de 2007 | Mount Lemmon         | Mt. Lemmon Survey |
| 256454 | 2007 CK53              | 15 de febrer de 2007 | Catalina             | CSS               |
| 256455 | 2007 CR53              | 15 de febrer de 2007 | Palomar              | NEAT              |
| 256456 | 2007 CX54              | 15 de febrer de 2007 | Bergisch Gladbac     | W. Bickel         |
| 256457 | 2007 CW57              | 9 de febrer de 2007  | Catalina             | CSS               |
| 256458 | 2007 CE60              | 10 de febrer de 2007 | Catalina             | CSS               |
| 256459 | 2007 CQ65              | 8 de febrer de 2007  | Mount Lemmon         | Mt. Lemmon Survey |
| 256460 | 2007 DL                | 17 de febrer de 2007 | Socorro              | LINEAR            |
| 256461 | 2007 DV7               | 18 de febrer de 2007 | Calvin-Rehoboth      | Calvin College    |
| 256462 | 2007 DD12              | 16 de febrer de 2007 | Palomar              | NEAT              |
| 256463 | 2007 DJ12              | 16 de febrer de 2007 | Palomar              | NEAT              |
| 256464 | 2007 DU13              | 17 de febrer de 2007 | Kitt Peak            | Spacewatch        |
| 256465 | 2007 DE22              | 17 de febrer de 2007 | Kitt Peak            | Spacewatch        |
| 256466 | 2007 DF23              | 17 de febrer de 2007 | Kitt Peak            | Spacewatch        |
| 256467 | 2007 DU29              | 17 de febrer de 2007 | Kitt Peak            | Spacewatch        |
| 256468 | 2007 DK34              | 17 de febrer de 2007 | Kitt Peak            | Spacewatch        |
| 256469 | 2007 DT34              | 17 de febrer de 2007 | Kitt Peak            | Spacewatch        |
| 256470 | 2007 DC36              | 17 de febrer de 2007 | Kitt Peak            | Spacewatch        |
| 256471 | 2007 DE38              | 17 de febrer de 2007 | Kitt Peak            | Spacewatch        |
| 256472 | 2007 DR45              | 21 de febrer de 2007 | Kitt Peak            | Spacewatch        |
| 256473 | 2007 DH49              | 18 de febrer de 2007 | Charleston           | Charleston        |
| 256474 | 2007 DF55              | 21 de febrer de 2007 | Socorro              | LINEAR            |
| 256475 | 2007 DF57              | 21 de febrer de 2007 | Mount Lemmon         | Mt. Lemmon Survey |
| 256476 | 2007 DF61              | 25 de febrer de 2007 | Desert Moon          | B. L. Stevens     |
| 256477 | 2007 DN64              | 21 de febrer de 2007 | Kitt Peak            | Spacewatch        |
| 256478 | 2007 DO93              | 23 de febrer de 2007 | Kitt Peak            | Spacewatch        |
| 256479 | 2007 DV93              | 23 de febrer de 2007 | Kitt Peak            | Spacewatch        |
| 256480 | 2007 DG95              | 23 de febrer de 2007 | Kitt Peak            | Spacewatch        |
| 256481 | 2007 DU101             | 27 de febrer de 2007 | Eskridge             | G. Hug            |
| 256482 | 2007 DV101             | 24 de febrer de 2007 | Nyukasa              | Nyukasa           |
| 256483 | 2007 DJ110             | 17 de febrer de 2007 | Mount Lemmon         | Mt. Lemmon Survey |
| 256484 | 2007 DN110             | 17 de febrer de 2007 | Kitt Peak            | Spacewatch        |
| 256485 | 2007 DK111             | 25 de febrer de 2007 | Kitt Peak            | Spacewatch        |
| 256486 | 2007 EN8               | 9 de març de 2007    | Mount Lemmon         | Mt. Lemmon Survey |
| 256487 | 2007 EP12              | 9 de març de 2007    | Palomar              | NEAT              |
| 256488 | 2007 EQ13              | 9 de març de 2007    | Mount Lemmon         | Mt. Lemmon Survey |
| 256489 | 2007 EJ14              | 9 de març de 2007    | Palomar              | NEAT              |
| 256490 | 2007 EZ14              | 9 de març de 2007    | Mount Lemmon         | Mt. Lemmon Survey |
| 256491 | 2007 EP17              | 9 de març de 2007    | Mount Lemmon         | Mt. Lemmon Survey |
| 256492 | 2007 EJ44              | 9 de març de 2007    | Kitt Peak            | Spacewatch        |
| 256493 | 2007 EZ45              | 9 de març de 2007    | Mount Lemmon         | Mt. Lemmon Survey |
| 256494 | 2007 EM47              | 9 de març de 2007    | Mount Lemmon         | Mt. Lemmon Survey |
| 256495 | 2007 EQ51              | 11 de març de 2007   | Mount Lemmon         | Mt. Lemmon Survey |
| 256496 | 2007 ES56              | 10 de març de 2007   | Eskridge             | G. Hug            |
| 256497 | 2007 ER57              | 9 de març de 2007    | Catalina             | CSS               |
| 256498 | 2007 EN58              | 9 de març de 2007    | Mount Lemmon         | Mt. Lemmon Survey |
| 256499 | 2007 EH69              | 10 de març de 2007   | Kitt Peak            | Spacewatch        |
| 256500 | 2007 EW78              | 10 de març de 2007   | Palomar              | NEAT              |

## 256501-256600
| Nom                | Designació provisional | Data de descobriment   | Lloc de descobriment | Descobridor/s          |
| ------------------ | ---------------------- | ---------------------- | -------------------- | ---------------------- |
| 256501             | 2007 ED83              | 12 de març de 2007     | Kitt Peak            | Spacewatch             |
| 256502             | 2007 ES88              | 9 de març de 2007      | Kitt Peak            | Spacewatch             |
| 256503             | 2007 EY89              | 9 de març de 2007      | Mount Lemmon         | Mt. Lemmon Survey      |
| 256504             | 2007 EG92              | 10 de març de 2007     | Kitt Peak            | Spacewatch             |
| 256505             | 2007 EY98              | 11 de març de 2007     | Kitt Peak            | Spacewatch             |
| 256506             | 2007 ES99              | 11 de març de 2007     | Kitt Peak            | Spacewatch             |
| 256507             | 2007 EP105             | 11 de març de 2007     | Mount Lemmon         | Mt. Lemmon Survey      |
| 256508             | 2007 EZ105             | 11 de març de 2007     | Kitt Peak            | Spacewatch             |
| 256509             | 2007 EH123             | 14 de març de 2007     | Mount Lemmon         | Mt. Lemmon Survey      |
| 256510             | 2007 ER125             | 11 de març de 2007     | Kitt Peak            | Spacewatch             |
| 256511             | 2007 EU129             | 9 de març de 2007      | Mount Lemmon         | Mt. Lemmon Survey      |
| 256512             | 2007 EB137             | 11 de març de 2007     | Kitt Peak            | Spacewatch             |
| 256513             | 2007 ES156             | 12 de març de 2007     | Kitt Peak            | Spacewatch             |
| 256514             | 2007 EW156             | 12 de març de 2007     | Kitt Peak            | Spacewatch             |
| 256515             | 2007 EV165             | 13 de març de 2007     | Crni Vrh             | Crni Vrh               |
| 256516             | 2007 EL166             | 11 de març de 2007     | Kitt Peak            | Spacewatch             |
| 256517             | 2007 ER172             | 14 de març de 2007     | Kitt Peak            | Spacewatch             |
| 256518             | 2007 EG181             | 14 de març de 2007     | Kitt Peak            | Spacewatch             |
| 256519             | 2007 EK188             | 13 de març de 2007     | Mount Lemmon         | Mt. Lemmon Survey      |
| 256520             | 2007 EM200             | 14 de març de 2007     | Anderson Mesa        | LONEOS                 |
| 256521             | 2007 EN204             | 11 de març de 2007     | Kitt Peak            | Spacewatch             |
| 256522             | 2007 EE207             | 14 de març de 2007     | Catalina             | CSS                    |
| 256523             | 2007 EH212             | 8 de març de 2007      | Palomar              | NEAT                   |
| 256524             | 2007 EB213             | 11 de març de 2007     | Siding Spring        | Siding Spring Survey   |
| 256525             | 2007 EX213             | 11 de març de 2007     | Mount Lemmon         | Mt. Lemmon Survey      |
| 256526             | 2007 EF214             | 13 de març de 2007     | Mount Lemmon         | Mt. Lemmon Survey      |
| 256527             | 2007 EA215             | 14 de març de 2007     | Mount Lemmon         | Mt. Lemmon Survey      |
| 256528             | 2007 EZ219             | 12 de març de 2007     | Mount Lemmon         | Mt. Lemmon Survey      |
| 256529             | 2007 FK                | 16 de març de 2007     | Mount Lemmon         | Mt. Lemmon Survey      |
| 256530             | 2007 FQ22              | 20 de març de 2007     | Kitt Peak            | Spacewatch             |
| 256531             | 2007 FR23              | 20 de març de 2007     | Kitt Peak            | Spacewatch             |
| 256532             | 2007 FO26              | 20 de març de 2007     | Kitt Peak            | Spacewatch             |
| 256533             | 2007 FY26              | 20 de març de 2007     | Kitt Peak            | Spacewatch             |
| 256534             | 2007 FA36              | 26 de març de 2007     | Kitt Peak            | Spacewatch             |
| 256535             | 2007 FV45              | 16 de març de 2007     | Mount Lemmon         | Mt. Lemmon Survey      |
| 256536             | 2007 GK4               | 11 d'abril de 2007     | Lulin                | LUSS                   |
| 256537 Zahn        | 2007 GX4               | 10 d'abril de 2007     | Saint-Sulpice        | B. Christophe          |
| 256538             | 2007 GV9               | 11 d'abril de 2007     | Kitt Peak            | Spacewatch             |
| 256539             | 2007 GV12              | 11 d'abril de 2007     | Kitt Peak            | Spacewatch             |
| 256540             | 2007 GD15              | 11 d'abril de 2007     | Mount Lemmon         | Mt. Lemmon Survey      |
| 256541             | 2007 GA28              | 14 d'abril de 2007     | Catalina             | CSS                    |
| 256542             | 2007 GG54              | 15 d'abril de 2007     | Kitt Peak            | Spacewatch             |
| 256543             | 2007 GK61              | 15 d'abril de 2007     | Kitt Peak            | Spacewatch             |
| 256544             | 2007 GX71              | 7 d'abril de 2007      | Mauna Kea            | Mauna Kea              |
| 256545             | 2007 GO74              | 11 d'abril de 2007     | Siding Spring        | Siding Spring Survey   |
| 256546             | 2007 HC5               | 17 d'abril de 2007     | Charleston           | Charleston             |
| 256547 Davidesmith | 2007 HA15              | 22 d'abril de 2007     | Laurel               | D. Skillman            |
| 256548             | 2007 HG70              | 19 d'abril de 2007     | Kitt Peak            | Spacewatch             |
| 256549             | 2007 HO82              | 25 d'abril de 2007     | Kitt Peak            | Spacewatch             |
| 256550             | 2007 LV14              | 11 de juny de 2007     | Mauna Kea            | D. D. Balam            |
| 256551             | 2007 OM3               | 21 de juliol de 2007   | Tiki                 | S. F. Hoenig, N. Teamo |
| 256552             | 2007 OU5               | 22 de juliol de 2007   | Lulin                | LUSS                   |
| 256553             | 2007 PT4               | 8 d'agost de 2007      | Charleston           | Charleston             |
| 256554             | 2007 RG179             | 10 de setembre de 2007 | Mount Lemmon         | Mt. Lemmon Survey      |
| 256555             | 2007 RU221             | 14 de setembre de 2007 | Mount Lemmon         | Mt. Lemmon Survey      |
| 256556             | 2007 RD237             | 14 de setembre de 2007 | Kitt Peak            | Spacewatch             |
| 256557             | 2007 RX239             | 14 de setembre de 2007 | Catalina             | CSS                    |
| 256558             | 2007 RQ245             | 11 de setembre de 2007 | Kitt Peak            | Spacewatch             |
| 256559             | 2007 RR270             | 15 de setembre de 2007 | Mount Lemmon         | Mt. Lemmon Survey      |
| 256560             | 2007 RU271             | 15 de setembre de 2007 | Mount Lemmon         | Mt. Lemmon Survey      |
| 256561             | 2007 RR280             | 13 de setembre de 2007 | Catalina             | CSS                    |
| 256562             | 2007 RS283             | 2 de setembre de 2007  | Catalina             | CSS                    |
| 256563             | 2007 RZ285             | 15 de setembre de 2007 | Mount Lemmon         | Mt. Lemmon Survey      |
| 256564             | 2007 RJ290             | 10 de setembre de 2007 | Mount Lemmon         | Mt. Lemmon Survey      |
| 256565             | 2007 RC291             | 14 de setembre de 2007 | Mount Lemmon         | Mt. Lemmon Survey      |
| 256566             | 2007 SH14              | 20 de setembre de 2007 | Catalina             | CSS                    |
| 256567             | 2007 TC2               | 4 d'octubre de 2007    | Kitt Peak            | Spacewatch             |
| 256568             | 2007 TY7               | 7 d'octubre de 2007    | Mayhill              | A. Lowe                |
| 256569             | 2007 TC9               | 6 d'octubre de 2007    | Bergisch Gladbac     | W. Bickel              |
| 256570             | 2007 TH16              | 7 d'octubre de 2007    | Crni Vrh             | Crni Vrh               |
| 256571             | 2007 TK40              | 6 d'octubre de 2007    | Kitt Peak            | Spacewatch             |
| 256572             | 2007 TE67              | 6 d'octubre de 2007    | Kitami               | K. Endate              |
| 256573             | 2007 TP74              | 10 d'octubre de 2007   | Altschwendt          | W. Ries                |
| 256574             | 2007 TV79              | 6 d'octubre de 2007    | Purple Mountain      | PMO NEO Survey Program |
| 256575             | 2007 TP128             | 6 d'octubre de 2007    | Kitt Peak            | Spacewatch             |
| 256576             | 2007 TJ154             | 9 d'octubre de 2007    | Socorro              | LINEAR                 |
| 256577             | 2007 TB172             | 13 d'octubre de 2007   | Socorro              | LINEAR                 |
| 256578             | 2007 TT183             | 9 d'octubre de 2007    | Purple Mountain      | PMO NEO Survey Program |
| 256579             | 2007 TL232             | 8 d'octubre de 2007    | Kitt Peak            | Spacewatch             |
| 256580             | 2007 TS232             | 8 d'octubre de 2007    | Kitt Peak            | Spacewatch             |
| 256581             | 2007 TA233             | 8 d'octubre de 2007    | Kitt Peak            | Spacewatch             |
| 256582             | 2007 TB236             | 9 d'octubre de 2007    | Mount Lemmon         | Mt. Lemmon Survey      |
| 256583             | 2007 TE262             | 10 d'octubre de 2007   | Kitt Peak            | Spacewatch             |
| 256584             | 2007 TW330             | 11 d'octubre de 2007   | Kitt Peak            | Spacewatch             |
| 256585             | 2007 TN383             | 14 d'octubre de 2007   | Kitt Peak            | Spacewatch             |
| 256586             | 2007 TU392             | 15 d'octubre de 2007   | Catalina             | CSS                    |
| 256587             | 2007 TG398             | 15 d'octubre de 2007   | Mount Lemmon         | Mt. Lemmon Survey      |
| 256588             | 2007 TL398             | 15 d'octubre de 2007   | Kitt Peak            | Spacewatch             |
| 256589             | 2007 TS429             | 12 d'octubre de 2007   | Kitt Peak            | Spacewatch             |
| 256590             | 2007 TM432             | 4 d'octubre de 2007    | Kitt Peak            | Spacewatch             |
| 256591             | 2007 TN440             | 14 d'octubre de 2007   | Mount Lemmon         | Mt. Lemmon Survey      |
| 256592             | 2007 UT34              | 18 d'octubre de 2007   | Kitt Peak            | Spacewatch             |
| 256593             | 2007 UY37              | 19 d'octubre de 2007   | Kitt Peak            | Spacewatch             |
| 256594             | 2007 UV44              | 18 d'octubre de 2007   | Mount Lemmon         | Mt. Lemmon Survey      |
| 256595             | 2007 UN53              | 30 d'octubre de 2007   | Kitt Peak            | Spacewatch             |
| 256596             | 2007 UR53              | 30 d'octubre de 2007   | Kitt Peak            | Spacewatch             |
| 256597             | 2007 US53              | 30 d'octubre de 2007   | Kitt Peak            | Spacewatch             |
| 256598             | 2007 UL63              | 30 d'octubre de 2007   | Mount Lemmon         | Mt. Lemmon Survey      |
| 256599             | 2007 UJ91              | 30 d'octubre de 2007   | Mount Lemmon         | Mt. Lemmon Survey      |
| 256600             | 2007 UK105             | 30 d'octubre de 2007   | Kitt Peak            | Spacewatch             |

## 256601-256700
| Nom              | Designació provisional | Data de descobriment   | Lloc de descobriment | Descobridor/s     |
| ---------------- | ---------------------- | ---------------------- | -------------------- | ----------------- |
| 256601           | 2007 UO122             | 30 d'octubre de 2007   | Kitt Peak            | Spacewatch        |
| 256602           | 2007 VO1               | 2 de novembre de 2007  | Wrightwood           | J. W. Young       |
| 256603           | 2007 VW30              | 2 de novembre de 2007  | Kitt Peak            | Spacewatch        |
| 256604           | 2007 VB35              | 3 de novembre de 2007  | Kitt Peak            | Spacewatch        |
| 256605           | 2007 VR43              | 1 de novembre de 2007  | Kitt Peak            | Spacewatch        |
| 256606           | 2007 VZ49              | 1 de novembre de 2007  | Kitt Peak            | Spacewatch        |
| 256607           | 2007 VW52              | 1 de novembre de 2007  | Kitt Peak            | Spacewatch        |
| 256608           | 2007 VT66              | 2 de novembre de 2007  | Kitt Peak            | Spacewatch        |
| 256609           | 2007 VB86              | 2 de novembre de 2007  | Socorro              | LINEAR            |
| 256610           | 2007 VN87              | 2 de novembre de 2007  | Socorro              | LINEAR            |
| 256611           | 2007 VZ89              | 4 de novembre de 2007  | Socorro              | LINEAR            |
| 256612           | 2007 VL97              | 1 de novembre de 2007  | Kitt Peak            | Spacewatch        |
| 256613           | 2007 VE98              | 1 de novembre de 2007  | Lulin                | LUSS              |
| 256614           | 2007 VY102             | 3 de novembre de 2007  | Kitt Peak            | Spacewatch        |
| 256615           | 2007 VB114             | 3 de novembre de 2007  | Kitt Peak            | Spacewatch        |
| 256616           | 2007 VA119             | 4 de novembre de 2007  | Kitt Peak            | Spacewatch        |
| 256617           | 2007 VH155             | 5 de novembre de 2007  | Kitt Peak            | Spacewatch        |
| 256618           | 2007 VG156             | 5 de novembre de 2007  | Kitt Peak            | Spacewatch        |
| 256619           | 2007 VC157             | 5 de novembre de 2007  | Kitt Peak            | Spacewatch        |
| 256620           | 2007 VD165             | 5 de novembre de 2007  | Kitt Peak            | Spacewatch        |
| 256621           | 2007 VO183             | 8 de novembre de 2007  | Mount Lemmon         | Mt. Lemmon Survey |
| 256622           | 2007 VP191             | 4 de novembre de 2007  | Mount Lemmon         | Mt. Lemmon Survey |
| 256623           | 2007 VM192             | 4 de novembre de 2007  | Mount Lemmon         | Mt. Lemmon Survey |
| 256624           | 2007 VB193             | 4 de novembre de 2007  | Mount Lemmon         | Mt. Lemmon Survey |
| 256625           | 2007 VJ211             | 9 de novembre de 2007  | Kitt Peak            | Spacewatch        |
| 256626           | 2007 VV221             | 12 de novembre de 2007 | Dauban               | Chante-Perdrix    |
| 256627           | 2007 VQ228             | 12 de novembre de 2007 | Mount Lemmon         | Mt. Lemmon Survey |
| 256628           | 2007 VB232             | 7 de novembre de 2007  | Kitt Peak            | Spacewatch        |
| 256629           | 2007 VC232             | 7 de novembre de 2007  | Kitt Peak            | Spacewatch        |
| 256630           | 2007 VL234             | 9 de novembre de 2007  | Kitt Peak            | Spacewatch        |
| 256631           | 2007 VX236             | 11 de novembre de 2007 | Mount Lemmon         | Mt. Lemmon Survey |
| 256632           | 2007 VG241             | 11 de novembre de 2007 | Mount Lemmon         | Mt. Lemmon Survey |
| 256633           | 2007 VH270             | 15 de novembre de 2007 | Socorro              | LINEAR            |
| 256634           | 2007 VK270             | 15 de novembre de 2007 | Socorro              | LINEAR            |
| 256635           | 2007 VA282             | 14 de novembre de 2007 | Kitt Peak            | Spacewatch        |
| 256636           | 2007 VJ291             | 14 de novembre de 2007 | Kitt Peak            | Spacewatch        |
| 256637           | 2007 VA306             | 7 de novembre de 2007  | Mount Lemmon         | Mt. Lemmon Survey |
| 256638           | 2007 VR307             | 3 de novembre de 2007  | Mount Lemmon         | Mt. Lemmon Survey |
| 256639           | 2007 VR312             | 2 de novembre de 2007  | Mount Lemmon         | Mt. Lemmon Survey |
| 256640           | 2007 VR313             | 11 de novembre de 2007 | Mount Lemmon         | Mt. Lemmon Survey |
| 256641           | 2007 VH316             | 3 de novembre de 2007  | Mount Lemmon         | Mt. Lemmon Survey |
| 256642           | 2007 VN316             | 5 de novembre de 2007  | Mount Lemmon         | Mt. Lemmon Survey |
| 256643           | 2007 VB321             | 4 de novembre de 2007  | Mount Lemmon         | Mt. Lemmon Survey |
| 256644           | 2007 VM328             | 8 de novembre de 2007  | Kitt Peak            | Spacewatch        |
| 256645           | 2007 VQ333             | 11 de novembre de 2007 | Mount Lemmon         | Mt. Lemmon Survey |
| 256646           | 2007 WJ4               | 18 de novembre de 2007 | Bisei SG Center      | BATTeRS           |
| 256647           | 2007 WR7               | 18 de novembre de 2007 | Socorro              | LINEAR            |
| 256648           | 2007 WJ16              | 18 de novembre de 2007 | Mount Lemmon         | Mt. Lemmon Survey |
| 256649           | 2007 WG39              | 19 de novembre de 2007 | Mount Lemmon         | Mt. Lemmon Survey |
| 256650           | 2007 WO54              | 19 de novembre de 2007 | Mount Lemmon         | Mt. Lemmon Survey |
| 256651           | 2007 WZ57              | 19 de novembre de 2007 | Mount Lemmon         | Mt. Lemmon Survey |
| 256652           | 2007 WW59              | 19 de novembre de 2007 | Mount Lemmon         | Mt. Lemmon Survey |
| 256653           | 2007 XM10              | 3 de desembre de 2007  | Eskridge             | G. Hug            |
| 256654           | 2007 XC15              | 5 de desembre de 2007  | Bisei SG Center      | BATTeRS           |
| 256655           | 2007 XV16              | 11 de desembre de 2007 | Great Shefford       | P. Birtwhistle    |
| 256656           | 2007 XK17              | 6 de desembre de 2007  | Socorro              | LINEAR            |
| 256657           | 2007 XO20              | 13 de desembre de 2007 | Costitx              | OAM               |
| 256658           | 2007 XG21              | 14 de desembre de 2007 | Costitx              | OAM               |
| 256659           | 2007 XL21              | 10 de desembre de 2007 | Socorro              | LINEAR            |
| 256660           | 2007 XX21              | 10 de desembre de 2007 | Socorro              | LINEAR            |
| 256661           | 2007 XD22              | 10 de desembre de 2007 | Socorro              | LINEAR            |
| 256662           | 2007 XT26              | 14 de desembre de 2007 | Kitt Peak            | Spacewatch        |
| 256663           | 2007 XT27              | 14 de desembre de 2007 | Mount Lemmon         | Mt. Lemmon Survey |
| 256664           | 2007 XY27              | 14 de desembre de 2007 | Mount Lemmon         | Mt. Lemmon Survey |
| 256665           | 2007 XX32              | 15 de desembre de 2007 | Kitt Peak            | Spacewatch        |
| 256666           | 2007 XB33              | 15 de desembre de 2007 | Mount Lemmon         | Mt. Lemmon Survey |
| 256667           | 2007 XD33              | 15 de desembre de 2007 | Kitt Peak            | Spacewatch        |
| 256668           | 2007 XJ53              | 14 de desembre de 2007 | Mount Lemmon         | Mt. Lemmon Survey |
| 256669           | 2007 XN53              | 14 de desembre de 2007 | Mount Lemmon         | Mt. Lemmon Survey |
| 256670           | 2007 XT58              | 14 de desembre de 2007 | Socorro              | LINEAR            |
| 256671           | 2007 YW9               | 16 de desembre de 2007 | Mount Lemmon         | Mt. Lemmon Survey |
| 256672           | 2007 YB15              | 16 de desembre de 2007 | Socorro              | LINEAR            |
| 256673           | 2007 YG15              | 16 de desembre de 2007 | Kitt Peak            | Spacewatch        |
| 256674           | 2007 YQ16              | 16 de desembre de 2007 | Kitt Peak            | Spacewatch        |
| 256675           | 2007 YE19              | 16 de desembre de 2007 | Kitt Peak            | Spacewatch        |
| 256676           | 2007 YU24              | 18 de desembre de 2007 | Kitt Peak            | Spacewatch        |
| 256677           | 2007 YT27              | 18 de desembre de 2007 | Kitt Peak            | Spacewatch        |
| 256678           | 2007 YZ31              | 30 de desembre de 2007 | Socorro              | LINEAR            |
| 256679           | 2007 YD37              | 30 de desembre de 2007 | Mount Lemmon         | Mt. Lemmon Survey |
| 256680           | 2007 YK42              | 30 de desembre de 2007 | Catalina             | CSS               |
| 256681           | 2007 YQ44              | 30 de desembre de 2007 | Kitt Peak            | Spacewatch        |
| 256682           | 2007 YT46              | 30 de desembre de 2007 | Catalina             | CSS               |
| 256683           | 2007 YU46              | 30 de desembre de 2007 | Mount Lemmon         | Mt. Lemmon Survey |
| 256684           | 2007 YD47              | 30 de desembre de 2007 | Mount Lemmon         | Mt. Lemmon Survey |
| 256685           | 2007 YX51              | 30 de desembre de 2007 | Kitt Peak            | Spacewatch        |
| 256686           | 2007 YZ54              | 31 de desembre de 2007 | Catalina             | CSS               |
| 256687           | 2007 YV55              | 31 de desembre de 2007 | Mount Lemmon         | Mt. Lemmon Survey |
| 256688           | 2007 YF63              | 31 de desembre de 2007 | Mount Lemmon         | Mt. Lemmon Survey |
| 256689           | 2007 YS64              | 18 de desembre de 2007 | Mount Lemmon         | Mt. Lemmon Survey |
| 256690           | 2007 YO66              | 30 de desembre de 2007 | Kitt Peak            | Spacewatch        |
| 256691           | 2007 YS66              | 30 de desembre de 2007 | Mount Lemmon         | Mt. Lemmon Survey |
| 256692           | 2007 YL68              | 31 de desembre de 2007 | Mount Lemmon         | Mt. Lemmon Survey |
| 256693           | 2007 YH74              | 31 de desembre de 2007 | Catalina             | CSS               |
| 256694           | 2007 YK74              | 31 de desembre de 2007 | Mount Lemmon         | Mt. Lemmon Survey |
| 256695           | 2007 YQ74              | 18 de desembre de 2007 | Mount Lemmon         | Mt. Lemmon Survey |
| 256696           | 2008 AS1               | 7 de gener de 2008     | Wildberg             | R. Apitzsch       |
| 256697 Nahapetov | 2008 AZ1               | 6 de gener de 2008     | Zelenchukskaya S     | T. V. Kryachko    |
| 256698           | 2008 AX2               | 7 de gener de 2008     | Lulin                | LUSS              |
| 256699 Poudai    | 2008 AZ2               | 7 de gener de 2008     | Lulin                | LUSS              |
| 256700           | 2008 AG3               | 8 de gener de 2008     | Dauban               | F. Kugel          |

## 256701-256800
| Nom             | Designació provisional | Data de descobriment | Lloc de descobriment | Descobridor/s     |
| --------------- | ---------------------- | -------------------- | -------------------- | ----------------- |
| 256701          | 2008 AA4               | 8 de gener de 2008   | Dauban               | F. Kugel          |
| 256702          | 2008 AJ4               | 7 de gener de 2008   | Lulin                | LUSS              |
| 256703          | 2008 AJ7               | 10 de gener de 2008  | Kitt Peak            | Spacewatch        |
| 256704          | 2008 AA10              | 10 de gener de 2008  | Mount Lemmon         | Mt. Lemmon Survey |
| 256705          | 2008 AR10              | 10 de gener de 2008  | Mount Lemmon         | Mt. Lemmon Survey |
| 256706          | 2008 AT20              | 10 de gener de 2008  | Mount Lemmon         | Mt. Lemmon Survey |
| 256707          | 2008 AU21              | 10 de gener de 2008  | Mount Lemmon         | Mt. Lemmon Survey |
| 256708          | 2008 AA28              | 10 de gener de 2008  | Mount Lemmon         | Mt. Lemmon Survey |
| 256709          | 2008 AX33              | 9 de gener de 2008   | Lulin                | LUSS              |
| 256710          | 2008 AD35              | 10 de gener de 2008  | Kitt Peak            | Spacewatch        |
| 256711          | 2008 AD37              | 10 de gener de 2008  | Kitt Peak            | Spacewatch        |
| 256712          | 2008 AB43              | 10 de gener de 2008  | Mount Lemmon         | Mt. Lemmon Survey |
| 256713          | 2008 AZ43              | 10 de gener de 2008  | Kitt Peak            | Spacewatch        |
| 256714          | 2008 AO44              | 10 de gener de 2008  | Kitt Peak            | Spacewatch        |
| 256715          | 2008 AF47              | 11 de gener de 2008  | Kitt Peak            | Spacewatch        |
| 256716          | 2008 AV51              | 11 de gener de 2008  | Kitt Peak            | Spacewatch        |
| 256717          | 2008 AA57              | 11 de gener de 2008  | Kitt Peak            | Spacewatch        |
| 256718          | 2008 AB57              | 11 de gener de 2008  | Kitt Peak            | Spacewatch        |
| 256719          | 2008 AJ63              | 11 de gener de 2008  | Mount Lemmon         | Mt. Lemmon Survey |
| 256720          | 2008 AC65              | 11 de gener de 2008  | Mount Lemmon         | Mt. Lemmon Survey |
| 256721          | 2008 AH66              | 11 de gener de 2008  | Kitt Peak            | Spacewatch        |
| 256722          | 2008 AX66              | 11 de gener de 2008  | Kitt Peak            | Spacewatch        |
| 256723          | 2008 AT73              | 10 de gener de 2008  | Mount Lemmon         | Mt. Lemmon Survey |
| 256724          | 2008 AC76              | 11 de gener de 2008  | Kitt Peak            | Spacewatch        |
| 256725          | 2008 AQ93              | 14 de gener de 2008  | Kitt Peak            | Spacewatch        |
| 256726          | 2008 AK102             | 13 de gener de 2008  | Mount Lemmon         | Mt. Lemmon Survey |
| 256727          | 2008 AC110             | 15 de gener de 2008  | Kitt Peak            | Spacewatch        |
| 256728          | 2008 AE110             | 15 de gener de 2008  | Kitt Peak            | Spacewatch        |
| 256729          | 2008 AW113             | 9 de gener de 2008   | Mount Lemmon         | Mt. Lemmon Survey |
| 256730          | 2008 AG116             | 11 de gener de 2008  | Mount Lemmon         | Mt. Lemmon Survey |
| 256731          | 2008 AN127             | 10 de gener de 2008  | Kitt Peak            | Spacewatch        |
| 256732          | 2008 AN129             | 12 de gener de 2008  | Catalina             | CSS               |
| 256733          | 2008 AA135             | 10 de gener de 2008  | Mount Lemmon         | Mt. Lemmon Survey |
| 256734          | 2008 AA137             | 14 de gener de 2008  | Kitt Peak            | Spacewatch        |
| 256735          | 2008 AD137             | 15 de gener de 2008  | Socorro              | LINEAR            |
| 256736          | 2008 BK4               | 16 de gener de 2008  | Kitt Peak            | Spacewatch        |
| 256737          | 2008 BL9               | 16 de gener de 2008  | Kitt Peak            | Spacewatch        |
| 256738          | 2008 BT9               | 16 de gener de 2008  | Kitt Peak            | Spacewatch        |
| 256739          | 2008 BU15              | 28 de gener de 2008  | Lulin                | LUSS              |
| 256740          | 2008 BL18              | 30 de gener de 2008  | Catalina             | CSS               |
| 256741          | 2008 BK20              | 30 de gener de 2008  | Catalina             | CSS               |
| 256742          | 2008 BJ21              | 30 de gener de 2008  | Mount Lemmon         | Mt. Lemmon Survey |
| 256743          | 2008 BL22              | 31 de gener de 2008  | Mount Lemmon         | Mt. Lemmon Survey |
| 256744          | 2008 BT22              | 31 de gener de 2008  | Mount Lemmon         | Mt. Lemmon Survey |
| 256745          | 2008 BO23              | 31 de gener de 2008  | Mount Lemmon         | Mt. Lemmon Survey |
| 256746          | 2008 BK24              | 30 de gener de 2008  | Kitt Peak            | Spacewatch        |
| 256747          | 2008 BD29              | 30 de gener de 2008  | Mount Lemmon         | Mt. Lemmon Survey |
| 256748          | 2008 BX29              | 30 de gener de 2008  | Catalina             | CSS               |
| 256749          | 2008 BZ29              | 30 de gener de 2008  | Catalina             | CSS               |
| 256750          | 2008 BD30              | 30 de gener de 2008  | Catalina             | CSS               |
| 256751          | 2008 BD32              | 30 de gener de 2008  | Mount Lemmon         | Mt. Lemmon Survey |
| 256752          | 2008 BG32              | 30 de gener de 2008  | Catalina             | CSS               |
| 256753          | 2008 BF34              | 30 de gener de 2008  | Catalina             | CSS               |
| 256754          | 2008 BH34              | 30 de gener de 2008  | Mount Lemmon         | Mt. Lemmon Survey |
| 256755          | 2008 BZ34              | 30 de gener de 2008  | Mount Lemmon         | Mt. Lemmon Survey |
| 256756          | 2008 BT35              | 30 de gener de 2008  | Kitt Peak            | Spacewatch        |
| 256757          | 2008 BN37              | 31 de gener de 2008  | Catalina             | CSS               |
| 256758          | 2008 BU37              | 31 de gener de 2008  | Catalina             | CSS               |
| 256759          | 2008 BP38              | 31 de gener de 2008  | Mount Lemmon         | Mt. Lemmon Survey |
| 256760          | 2008 BA39              | 31 de gener de 2008  | Mount Lemmon         | Mt. Lemmon Survey |
| 256761          | 2008 BB40              | 30 de gener de 2008  | Catalina             | CSS               |
| 256762          | 2008 BY42              | 28 de gener de 2008  | La Sagra             | La Sagra          |
| 256763          | 2008 BB46              | 30 de gener de 2008  | Mount Lemmon         | Mt. Lemmon Survey |
| 256764          | 2008 BN46              | 30 de gener de 2008  | Mount Lemmon         | Mt. Lemmon Survey |
| 256765          | 2008 BY46              | 30 de gener de 2008  | Mount Lemmon         | Mt. Lemmon Survey |
| 256766          | 2008 BJ47              | 20 de gener de 2008  | Mount Lemmon         | Mt. Lemmon Survey |
| 256767          | 2008 BT47              | 30 de gener de 2008  | Mount Lemmon         | Mt. Lemmon Survey |
| 256768          | 2008 BU47              | 30 de gener de 2008  | Mount Lemmon         | Mt. Lemmon Survey |
| 256769          | 2008 BM48              | 20 de gener de 2008  | Mount Lemmon         | Mt. Lemmon Survey |
| 256770          | 2008 BP50              | 30 de gener de 2008  | Mount Lemmon         | Mt. Lemmon Survey |
| 256771          | 2008 BD51              | 20 de gener de 2008  | Mount Lemmon         | Mt. Lemmon Survey |
| 256772          | 2008 BG51              | 16 de gener de 2008  | Socorro              | LINEAR            |
| 256773          | 2008 CP1               | 2 de febrer de 2008  | Kitami               | K. Endate         |
| 256774          | 2008 CV1               | 3 de febrer de 2008  | Bisei SG Center      | BATTeRS           |
| 256775          | 2008 CM4               | 2 de febrer de 2008  | Mount Lemmon         | Mt. Lemmon Survey |
| 256776          | 2008 CF5               | 4 de febrer de 2008  | Uccle                | T. Pauwels        |
| 256777          | 2008 CF7               | 1 de febrer de 2008  | Kitt Peak            | Spacewatch        |
| 256778          | 2008 CT10              | 3 de febrer de 2008  | Catalina             | CSS               |
| 256779          | 2008 CP11              | 3 de febrer de 2008  | Kitt Peak            | Spacewatch        |
| 256780          | 2008 CN14              | 3 de febrer de 2008  | Kitt Peak            | Spacewatch        |
| 256781          | 2008 CS15              | 3 de febrer de 2008  | Kitt Peak            | Spacewatch        |
| 256782          | 2008 CR16              | 3 de febrer de 2008  | Kitt Peak            | Spacewatch        |
| 256783          | 2008 CD18              | 3 de febrer de 2008  | Kitt Peak            | Spacewatch        |
| 256784          | 2008 CZ18              | 3 de febrer de 2008  | Kitt Peak            | Spacewatch        |
| 256785          | 2008 CG19              | 3 de febrer de 2008  | Kitt Peak            | Spacewatch        |
| 256786          | 2008 CN19              | 6 de febrer de 2008  | Catalina             | CSS               |
| 256787          | 2008 CK23              | 1 de febrer de 2008  | Kitt Peak            | Spacewatch        |
| 256788          | 2008 CF43              | 2 de febrer de 2008  | Kitt Peak            | Spacewatch        |
| 256789          | 2008 CY45              | 2 de febrer de 2008  | Catalina             | CSS               |
| 256790          | 2008 CC47              | 3 de febrer de 2008  | Kitt Peak            | Spacewatch        |
| 256791          | 2008 CO48              | 3 de febrer de 2008  | Kitt Peak            | Spacewatch        |
| 256792          | 2008 CD49              | 6 de febrer de 2008  | Catalina             | CSS               |
| 256793          | 2008 CX50              | 6 de febrer de 2008  | Kitt Peak            | Spacewatch        |
| 256794          | 2008 CM65              | 8 de febrer de 2008  | Kitt Peak            | Spacewatch        |
| 256795 Suzyzahn | 2008 CS68              | 7 de febrer de 2008  | Saint-Sulpice        | B. Christophe     |
| 256796 Almanzor | 2008 CN69              | 8 de febrer de 2008  | La Canada            | J. Lacruz         |
| 256797 Benbow   | 2008 CA70              | 9 de febrer de 2008  | La Canada            | J. Lacruz         |
| 256798          | 2008 CQ71              | 7 de febrer de 2008  | Catalina             | CSS               |
| 256799          | 2008 CT71              | 7 de febrer de 2008  | Catalina             | CSS               |
| 256800          | 2008 CG76              | 3 de febrer de 2008  | Kitt Peak            | Spacewatch        |

## 256801-256900
| Nom            | Designació provisional | Data de descobriment | Lloc de descobriment | Descobridor/s          |
| -------------- | ---------------------- | -------------------- | -------------------- | ---------------------- |
| 256801         | 2008 CJ83              | 7 de febrer de 2008  | Kitt Peak            | Spacewatch             |
| 256802         | 2008 CU83              | 7 de febrer de 2008  | Kitt Peak            | Spacewatch             |
| 256803         | 2008 CO85              | 7 de febrer de 2008  | Kitt Peak            | Spacewatch             |
| 256804         | 2008 CE87              | 7 de febrer de 2008  | Mount Lemmon         | Mt. Lemmon Survey      |
| 256805         | 2008 CL92              | 8 de febrer de 2008  | Kitt Peak            | Spacewatch             |
| 256806         | 2008 CR92              | 8 de febrer de 2008  | Kitt Peak            | Spacewatch             |
| 256807         | 2008 CS92              | 8 de febrer de 2008  | Kitt Peak            | Spacewatch             |
| 256808         | 2008 CV92              | 8 de febrer de 2008  | Kitt Peak            | Spacewatch             |
| 256809         | 2008 CD108             | 9 de febrer de 2008  | Mount Lemmon         | Mt. Lemmon Survey      |
| 256810         | 2008 CZ109             | 9 de febrer de 2008  | Kitt Peak            | Spacewatch             |
| 256811         | 2008 CA111             | 10 de febrer de 2008 | Kitt Peak            | Spacewatch             |
| 256812         | 2008 CU114             | 10 de febrer de 2008 | Mount Lemmon         | Mt. Lemmon Survey      |
| 256813 Marburg | 2008 CW116             | 11 de febrer de 2008 | Taunus               | E. Schwab, R. Kling    |
| 256814         | 2008 CT118             | 11 de febrer de 2008 | Junk Bond            | D. Healy               |
| 256815         | 2008 CQ120             | 6 de febrer de 2008  | Catalina             | CSS                    |
| 256816         | 2008 CV120             | 6 de febrer de 2008  | Anderson Mesa        | LONEOS                 |
| 256817         | 2008 CB121             | 6 de febrer de 2008  | Purple Mountain      | PMO NEO Survey Program |
| 256818         | 2008 CG123             | 7 de febrer de 2008  | Mount Lemmon         | Mt. Lemmon Survey      |
| 256819         | 2008 CH132             | 8 de febrer de 2008  | Kitt Peak            | Spacewatch             |
| 256820         | 2008 CQ135             | 8 de febrer de 2008  | Mount Lemmon         | Mt. Lemmon Survey      |
| 256821         | 2008 CV135             | 8 de febrer de 2008  | Kitt Peak            | Spacewatch             |
| 256822         | 2008 CL136             | 8 de febrer de 2008  | Mount Lemmon         | Mt. Lemmon Survey      |
| 256823         | 2008 CA141             | 8 de febrer de 2008  | Kitt Peak            | Spacewatch             |
| 256824         | 2008 CH141             | 8 de febrer de 2008  | Kitt Peak            | Spacewatch             |
| 256825         | 2008 CN141             | 8 de febrer de 2008  | Kitt Peak            | Spacewatch             |
| 256826         | 2008 CU142             | 8 de febrer de 2008  | Kitt Peak            | Spacewatch             |
| 256827         | 2008 CJ143             | 8 de febrer de 2008  | Kitt Peak            | Spacewatch             |
| 256828         | 2008 CA144             | 8 de febrer de 2008  | Kitt Peak            | Spacewatch             |
| 256829         | 2008 CN144             | 9 de febrer de 2008  | Kitt Peak            | Spacewatch             |
| 256830         | 2008 CK145             | 9 de febrer de 2008  | Kitt Peak            | Spacewatch             |
| 256831         | 2008 CM147             | 9 de febrer de 2008  | Kitt Peak            | Spacewatch             |
| 256832         | 2008 CJ149             | 9 de febrer de 2008  | Kitt Peak            | Spacewatch             |
| 256833         | 2008 CV149             | 9 de febrer de 2008  | Kitt Peak            | Spacewatch             |
| 256834         | 2008 CV156             | 9 de febrer de 2008  | Kitt Peak            | Spacewatch             |
| 256835         | 2008 CX156             | 9 de febrer de 2008  | Kitt Peak            | Spacewatch             |
| 256836         | 2008 CF157             | 9 de febrer de 2008  | Kitt Peak            | Spacewatch             |
| 256837         | 2008 CL157             | 9 de febrer de 2008  | Catalina             | CSS                    |
| 256838         | 2008 CB158             | 9 de febrer de 2008  | Catalina             | CSS                    |
| 256839         | 2008 CN158             | 9 de febrer de 2008  | Catalina             | CSS                    |
| 256840         | 2008 CQ158             | 9 de febrer de 2008  | Kitt Peak            | Spacewatch             |
| 256841         | 2008 CR158             | 9 de febrer de 2008  | Kitt Peak            | Spacewatch             |
| 256842         | 2008 CU160             | 9 de febrer de 2008  | Kitt Peak            | Spacewatch             |
| 256843         | 2008 CH162             | 10 de febrer de 2008 | Catalina             | CSS                    |
| 256844         | 2008 CR163             | 10 de febrer de 2008 | Catalina             | CSS                    |
| 256845         | 2008 CW168             | 12 de febrer de 2008 | Mount Lemmon         | Mt. Lemmon Survey      |
| 256846         | 2008 CT169             | 12 de febrer de 2008 | Mount Lemmon         | Mt. Lemmon Survey      |
| 256847         | 2008 CL175             | 6 de febrer de 2008  | Socorro              | LINEAR                 |
| 256848         | 2008 CD176             | 6 de febrer de 2008  | Socorro              | LINEAR                 |
| 256849         | 2008 CA180             | 8 de febrer de 2008  | Catalina             | CSS                    |
| 256850         | 2008 CW180             | 9 de febrer de 2008  | Catalina             | CSS                    |
| 256851         | 2008 CV182             | 11 de febrer de 2008 | Mount Lemmon         | Mt. Lemmon Survey      |
| 256852         | 2008 CB195             | 13 de febrer de 2008 | Mount Lemmon         | Mt. Lemmon Survey      |
| 256853         | 2008 CA196             | 1 de febrer de 2008  | Kitt Peak            | Spacewatch             |
| 256854         | 2008 CM197             | 8 de febrer de 2008  | Mount Lemmon         | Mt. Lemmon Survey      |
| 256855         | 2008 CA198             | 10 de febrer de 2008 | Mount Lemmon         | Mt. Lemmon Survey      |
| 256856         | 2008 CD198             | 11 de febrer de 2008 | Mount Lemmon         | Mt. Lemmon Survey      |
| 256857         | 2008 CX198             | 13 de febrer de 2008 | Kitt Peak            | Spacewatch             |
| 256858         | 2008 CY201             | 10 de febrer de 2008 | Mount Lemmon         | Mt. Lemmon Survey      |
| 256859         | 2008 CD205             | 9 de febrer de 2008  | Mount Lemmon         | Mt. Lemmon Survey      |
| 256860         | 2008 CU206             | 10 de febrer de 2008 | Kitt Peak            | Spacewatch             |
| 256861         | 2008 CM214             | 11 de febrer de 2008 | Mount Lemmon         | Mt. Lemmon Survey      |
| 256862         | 2008 CR215             | 13 de febrer de 2008 | Mount Lemmon         | Mt. Lemmon Survey      |
| 256863         | 2008 CT215             | 13 de febrer de 2008 | Mount Lemmon         | Mt. Lemmon Survey      |
| 256864         | 2008 DK                | 24 de febrer de 2008 | Skylive              | F. Tozzi               |
| 256865         | 2008 DA1               | 24 de febrer de 2008 | Kitt Peak            | Spacewatch             |
| 256866         | 2008 DM1               | 24 de febrer de 2008 | Kitt Peak            | Spacewatch             |
| 256867         | 2008 DP3               | 24 de febrer de 2008 | Kitt Peak            | Spacewatch             |
| 256868         | 2008 DU7               | 24 de febrer de 2008 | Mount Lemmon         | Mt. Lemmon Survey      |
| 256869         | 2008 DF11              | 26 de febrer de 2008 | Kitt Peak            | Spacewatch             |
| 256870         | 2008 DX11              | 26 de febrer de 2008 | Kitt Peak            | Spacewatch             |
| 256871         | 2008 DN13              | 26 de febrer de 2008 | Mount Lemmon         | Mt. Lemmon Survey      |
| 256872         | 2008 DB15              | 26 de febrer de 2008 | Mount Lemmon         | Mt. Lemmon Survey      |
| 256873         | 2008 DM16              | 27 de febrer de 2008 | Kitt Peak            | Spacewatch             |
| 256874         | 2008 DD17              | 28 de febrer de 2008 | Calvin-Rehoboth      | Calvin College         |
| 256875         | 2008 DR19              | 27 de febrer de 2008 | Mount Lemmon         | Mt. Lemmon Survey      |
| 256876         | 2008 DE22              | 28 de febrer de 2008 | Mount Lemmon         | Mt. Lemmon Survey      |
| 256877         | 2008 DW24              | 28 de febrer de 2008 | Mount Lemmon         | Mt. Lemmon Survey      |
| 256878         | 2008 DC31              | 27 de febrer de 2008 | Kitt Peak            | Spacewatch             |
| 256879         | 2008 DU32              | 27 de febrer de 2008 | Kitt Peak            | Spacewatch             |
| 256880         | 2008 DE33              | 27 de febrer de 2008 | Kitt Peak            | Spacewatch             |
| 256881         | 2008 DK34              | 27 de febrer de 2008 | Kitt Peak            | Spacewatch             |
| 256882         | 2008 DR34              | 27 de febrer de 2008 | Kitt Peak            | Spacewatch             |
| 256883         | 2008 DF37              | 27 de febrer de 2008 | Mount Lemmon         | Mt. Lemmon Survey      |
| 256884         | 2008 DN37              | 27 de febrer de 2008 | Kitt Peak            | Spacewatch             |
| 256885         | 2008 DO37              | 27 de febrer de 2008 | Mount Lemmon         | Mt. Lemmon Survey      |
| 256886         | 2008 DQ37              | 27 de febrer de 2008 | Mount Lemmon         | Mt. Lemmon Survey      |
| 256887         | 2008 DN38              | 27 de febrer de 2008 | Kitt Peak            | Spacewatch             |
| 256888         | 2008 DS38              | 27 de febrer de 2008 | Kitt Peak            | Spacewatch             |
| 256889         | 2008 DV38              | 27 de febrer de 2008 | Mount Lemmon         | Mt. Lemmon Survey      |
| 256890         | 2008 DT40              | 27 de febrer de 2008 | Kitt Peak            | Spacewatch             |
| 256891         | 2008 DU40              | 27 de febrer de 2008 | Kitt Peak            | Spacewatch             |
| 256892 Wutayou | 2008 DW40              | 27 de febrer de 2008 | Lulin                | C.-S. Lin, Q.-z. Ye    |
| 256893         | 2008 DM43              | 28 de febrer de 2008 | Mount Lemmon         | Mt. Lemmon Survey      |
| 256894         | 2008 DR43              | 28 de febrer de 2008 | Catalina             | CSS                    |
| 256895         | 2008 DC44              | 28 de febrer de 2008 | Mount Lemmon         | Mt. Lemmon Survey      |
| 256896         | 2008 DC47              | 28 de febrer de 2008 | Kitt Peak            | Spacewatch             |
| 256897         | 2008 DN47              | 28 de febrer de 2008 | Kitt Peak            | Spacewatch             |
| 256898         | 2008 DZ51              | 29 de febrer de 2008 | Kitt Peak            | Spacewatch             |
| 256899         | 2008 DB52              | 29 de febrer de 2008 | Kitt Peak            | Spacewatch             |
| 256900         | 2008 DP53              | 29 de febrer de 2008 | Mount Lemmon         | Mt. Lemmon Survey      |

## 256901-257000
| Nom    | Designació provisional | Data de descobriment | Lloc de descobriment | Descobridor/s     |
| ------ | ---------------------- | -------------------- | -------------------- | ----------------- |
| 256901 | 2008 DW53              | 29 de febrer de 2008 | Kitt Peak            | Spacewatch        |
| 256902 | 2008 DO55              | 26 de febrer de 2008 | Mount Lemmon         | Mt. Lemmon Survey |
| 256903 | 2008 DF56              | 29 de febrer de 2008 | Kitt Peak            | Spacewatch        |
| 256904 | 2008 DY63              | 28 de febrer de 2008 | Mount Lemmon         | Mt. Lemmon Survey |
| 256905 | 2008 DW66              | 29 de febrer de 2008 | Kitt Peak            | Spacewatch        |
| 256906 | 2008 DR68              | 29 de febrer de 2008 | Kitt Peak            | Spacewatch        |
| 256907 | 2008 DM71              | 24 de febrer de 2008 | Mount Lemmon         | Mt. Lemmon Survey |
| 256908 | 2008 DW72              | 26 de febrer de 2008 | Mount Lemmon         | Mt. Lemmon Survey |
| 256909 | 2008 DT81              | 27 de febrer de 2008 | Kitt Peak            | Spacewatch        |
| 256910 | 2008 DW82              | 28 de febrer de 2008 | Mount Lemmon         | Mt. Lemmon Survey |
| 256911 | 2008 DL83              | 29 de febrer de 2008 | Kitt Peak            | Spacewatch        |
| 256912 | 2008 DP83              | 29 de febrer de 2008 | Kitt Peak            | Spacewatch        |
| 256913 | 2008 DV84              | 18 de febrer de 2008 | Mount Lemmon         | Mt. Lemmon Survey |
| 256914 | 2008 DO86              | 29 de febrer de 2008 | Kitt Peak            | Spacewatch        |
| 256915 | 2008 EA2               | 1 de març de 2008    | Kitt Peak            | Spacewatch        |
| 256916 | 2008 EC2               | 1 de març de 2008    | Kitt Peak            | Spacewatch        |
| 256917 | 2008 EJ5               | 1 de març de 2008    | Anderson Mesa        | LONEOS            |
| 256918 | 2008 EA6               | 1 de març de 2008    | Kitt Peak            | Spacewatch        |
| 256919 | 2008 EX6               | 3 de març de 2008    | Dauban               | F. Kugel          |
| 256920 | 2008 EH7               | 5 de març de 2008    | Mount Lemmon         | Mt. Lemmon Survey |
| 256921 | 2008 EV7               | 1 de març de 2008    | La Sagra             | La Sagra          |
| 256922 | 2008 ET11              | 1 de març de 2008    | Kitt Peak            | Spacewatch        |
| 256923 | 2008 EC13              | 1 de març de 2008    | Kitt Peak            | Spacewatch        |
| 256924 | 2008 EF13              | 1 de març de 2008    | Kitt Peak            | Spacewatch        |
| 256925 | 2008 EH15              | 1 de març de 2008    | Kitt Peak            | Spacewatch        |
| 256926 | 2008 EJ16              | 1 de març de 2008    | Kitt Peak            | Spacewatch        |
| 256927 | 2008 EU21              | 2 de març de 2008    | Kitt Peak            | Spacewatch        |
| 256928 | 2008 EW21              | 2 de març de 2008    | Kitt Peak            | Spacewatch        |
| 256929 | 2008 EO23              | 3 de març de 2008    | Catalina             | CSS               |
| 256930 | 2008 EY26              | 4 de març de 2008    | Kitt Peak            | Spacewatch        |
| 256931 | 2008 ER28              | 4 de març de 2008    | Mount Lemmon         | Mt. Lemmon Survey |
| 256932 | 2008 EC29              | 4 de març de 2008    | Mount Lemmon         | Mt. Lemmon Survey |
| 256933 | 2008 EE29              | 4 de març de 2008    | Mount Lemmon         | Mt. Lemmon Survey |
| 256934 | 2008 EK32              | 8 de març de 2008    | Grove Creek          | F. Tozzi          |
| 256935 | 2008 EG34              | 2 de març de 2008    | Kitt Peak            | Spacewatch        |
| 256936 | 2008 EZ37              | 4 de març de 2008    | Kitt Peak            | Spacewatch        |
| 256937 | 2008 EG38              | 4 de març de 2008    | Kitt Peak            | Spacewatch        |
| 256938 | 2008 EH39              | 4 de març de 2008    | Kitt Peak            | Spacewatch        |
| 256939 | 2008 EA40              | 4 de març de 2008    | Kitt Peak            | Spacewatch        |
| 256940 | 2008 EW40              | 4 de març de 2008    | Kitt Peak            | Spacewatch        |
| 256941 | 2008 EJ42              | 4 de març de 2008    | Kitt Peak            | Spacewatch        |
| 256942 | 2008 EM42              | 4 de març de 2008    | Kitt Peak            | Spacewatch        |
| 256943 | 2008 EG46              | 5 de març de 2008    | Kitt Peak            | Spacewatch        |
| 256944 | 2008 EZ47              | 5 de març de 2008    | Kitt Peak            | Spacewatch        |
| 256945 | 2008 ED48              | 5 de març de 2008    | Kitt Peak            | Spacewatch        |
| 256946 | 2008 EJ48              | 5 de març de 2008    | Kitt Peak            | Spacewatch        |
| 256947 | 2008 EQ49              | 6 de març de 2008    | Kitt Peak            | Spacewatch        |
| 256948 | 2008 ED51              | 6 de març de 2008    | Kitt Peak            | Spacewatch        |
| 256949 | 2008 ED59              | 8 de març de 2008    | Mount Lemmon         | Mt. Lemmon Survey |
| 256950 | 2008 EZ59              | 8 de març de 2008    | Catalina             | CSS               |
| 256951 | 2008 EF68              | 9 de març de 2008    | Desert Moon          | B. L. Stevens     |
| 256952 | 2008 EM69              | 5 de març de 2008    | Mount Lemmon         | Mt. Lemmon Survey |
| 256953 | 2008 EH72              | 6 de març de 2008    | Mount Lemmon         | Mt. Lemmon Survey |
| 256954 | 2008 EV72              | 6 de març de 2008    | Mount Lemmon         | Mt. Lemmon Survey |
| 256955 | 2008 ER75              | 7 de març de 2008    | Kitt Peak            | Spacewatch        |
| 256956 | 2008 ES75              | 7 de març de 2008    | Kitt Peak            | Spacewatch        |
| 256957 | 2008 EA76              | 7 de març de 2008    | Kitt Peak            | Spacewatch        |
| 256958 | 2008 EM76              | 7 de març de 2008    | Kitt Peak            | Spacewatch        |
| 256959 | 2008 ER77              | 7 de març de 2008    | Kitt Peak            | Spacewatch        |
| 256960 | 2008 EL82              | 8 de març de 2008    | Socorro              | LINEAR            |
| 256961 | 2008 EA83              | 8 de març de 2008    | Socorro              | LINEAR            |
| 256962 | 2008 EW83              | 8 de març de 2008    | Catalina             | CSS               |
| 256963 | 2008 ES84              | 13 de març de 2008   | Grove Creek          | F. Tozzi          |
| 256964 | 2008 EV86              | 7 de març de 2008    | Kitt Peak            | Spacewatch        |
| 256965 | 2008 EL87              | 8 de març de 2008    | Catalina             | CSS               |
| 256966 | 2008 EP89              | 9 de març de 2008    | Socorro              | LINEAR            |
| 256967 | 2008 EV89              | 10 de març de 2008   | Nyukasa              | Nyukasa           |
| 256968 | 2008 EL90              | 6 de març de 2008    | Kitt Peak            | Spacewatch        |
| 256969 | 2008 EA95              | 5 de març de 2008    | Mount Lemmon         | Mt. Lemmon Survey |
| 256970 | 2008 ET97              | 11 de març de 2008   | Mount Lemmon         | Mt. Lemmon Survey |
| 256971 | 2008 ET98              | 3 de març de 2008    | Catalina             | CSS               |
| 256972 | 2008 EJ101             | 5 de març de 2008    | Mount Lemmon         | Mt. Lemmon Survey |
| 256973 | 2008 EQ104             | 6 de març de 2008    | Kitt Peak            | Spacewatch        |
| 256974 | 2008 ET107             | 7 de març de 2008    | Mount Lemmon         | Mt. Lemmon Survey |
| 256975 | 2008 EE113             | 8 de març de 2008    | Kitt Peak            | Spacewatch        |
| 256976 | 2008 EM114             | 8 de març de 2008    | Kitt Peak            | Spacewatch        |
| 256977 | 2008 ES119             | 9 de març de 2008    | Kitt Peak            | Spacewatch        |
| 256978 | 2008 EC120             | 9 de març de 2008    | Kitt Peak            | Spacewatch        |
| 256979 | 2008 EN121             | 9 de març de 2008    | Kitt Peak            | Spacewatch        |
| 256980 | 2008 EV121             | 9 de març de 2008    | Kitt Peak            | Spacewatch        |
| 256981 | 2008 EA122             | 9 de març de 2008    | Kitt Peak            | Spacewatch        |
| 256982 | 2008 EW122             | 9 de març de 2008    | Kitt Peak            | Spacewatch        |
| 256983 | 2008 EJ127             | 10 de març de 2008   | Kitt Peak            | Spacewatch        |
| 256984 | 2008 EL127             | 10 de març de 2008   | Catalina             | CSS               |
| 256985 | 2008 EW128             | 11 de març de 2008   | Kitt Peak            | Spacewatch        |
| 256986 | 2008 EL129             | 11 de març de 2008   | Kitt Peak            | Spacewatch        |
| 256987 | 2008 EL132             | 11 de març de 2008   | Catalina             | CSS               |
| 256988 | 2008 EM133             | 11 de març de 2008   | Mount Lemmon         | Mt. Lemmon Survey |
| 256989 | 2008 EM137             | 11 de març de 2008   | Kitt Peak            | Spacewatch        |
| 256990 | 2008 ET137             | 11 de març de 2008   | Kitt Peak            | Spacewatch        |
| 256991 | 2008 ES139             | 11 de març de 2008   | Catalina             | CSS               |
| 256992 | 2008 EC140             | 12 de març de 2008   | Kitt Peak            | Spacewatch        |
| 256993 | 2008 EM142             | 12 de març de 2008   | Mount Lemmon         | Mt. Lemmon Survey |
| 256994 | 2008 EB143             | 13 de març de 2008   | Catalina             | CSS               |
| 256995 | 2008 EJ147             | 1 de març de 2008    | Kitt Peak            | Spacewatch        |
| 256996 | 2008 ED148             | 1 de març de 2008    | Kitt Peak            | Spacewatch        |
| 256997 | 2008 EF148             | 1 de març de 2008    | Kitt Peak            | Spacewatch        |
| 256998 | 2008 EJ149             | 4 de març de 2008    | Kitt Peak            | Spacewatch        |
| 256999 | 2008 EC150             | 7 de març de 2008    | Catalina             | CSS               |
| 257000 | 2008 EF150             | 9 de març de 2008    | Kitt Peak            | Spacewatch        |